# 深圳宝安国际机场
深圳宝安国际机场，简称深圳机场、宝安机场，舊稱深圳黃田國際机場，是一座位於中國廣東省深圳市宝安区的國際機場，距离深圳市区32公里，为4F级民用运输机场，于1991年10月21日通航，由深圳机场集团经营管理，僅啟用了10多年就成为了中国大陸最大航空港之一。深圳宝安国际机场于2013年11月28日启用新客运航站楼並将所有客运航班转移至新航站楼。2019年深圳机场吞吐量已超5000万人次。洲际航线方面2023年已开通直飞大洋洲，北美，非洲，欧洲等航线。
2024年全年，深圳宝安机场旅客吞吐量6146.2万人次，较2023年5273.5万人次增长16.55%。旅客吞吐量仅次于上海浦东国际机场、广州白云机场和北京首都机场，位列中国大陆第四。

## 历史沿革

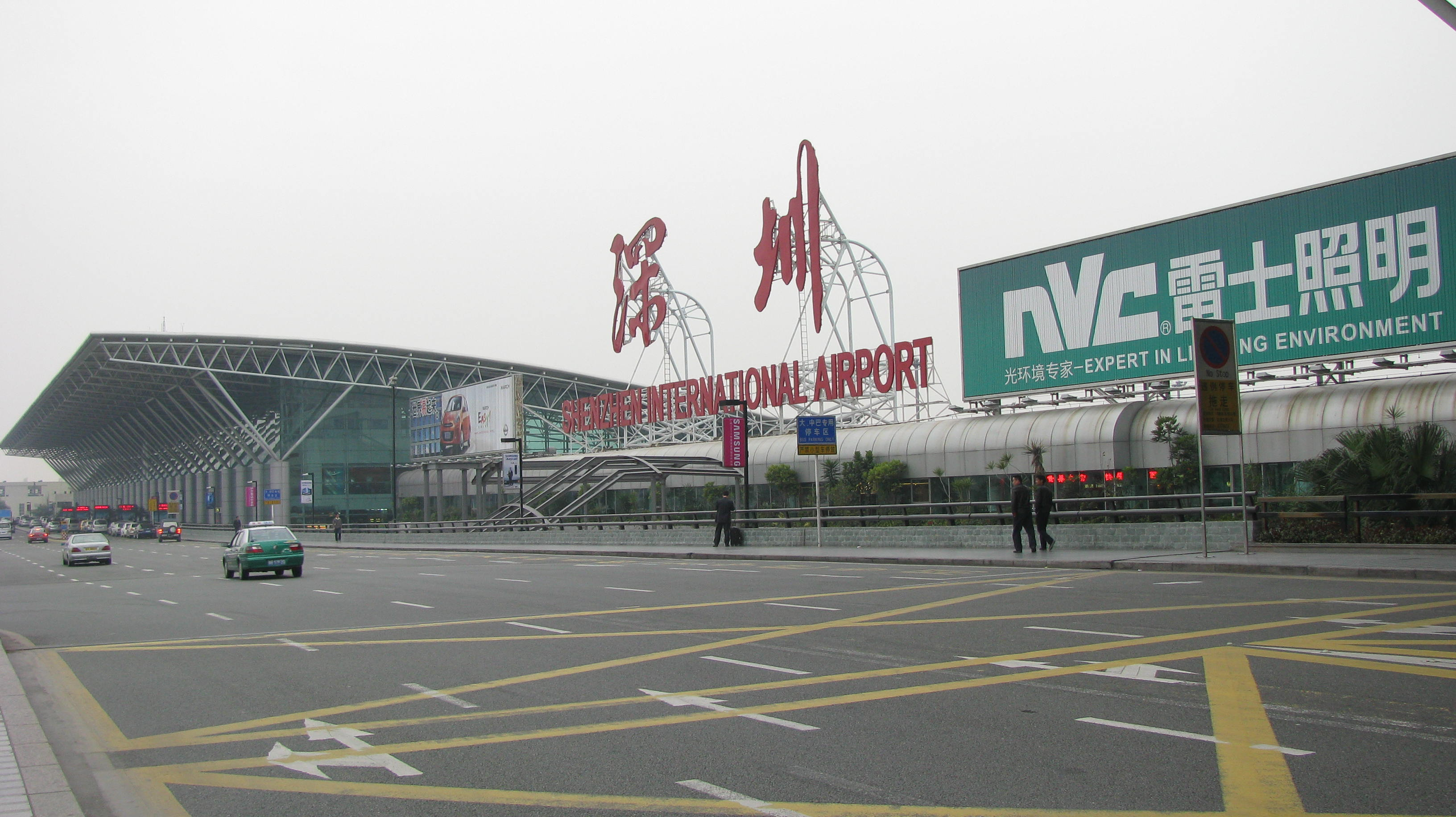
旧航站楼（已关闭）

深圳机场原计划建于南山区白石洲附近，以更加接近当时的市区——罗湖，也可以使得机场位于深圳特区内。后來经过专家的研究及结合国外的经验，认为机场应该建于远郊，以免影响城市的布局及扩展，远郊的土地充足，也方便以后机场的扩建。后白石洲附近的土地被用于建设世界之窗、欢乐谷及锦绣中华。1991年10月12日深圳机场正式通航，国务院总理李鹏出席典礼仪式并剪彩。同日罗湖深圳新客站建成通车。深圳机场是当时中国国内建设速度最快的机场（建设用时两年半）。首班航班是由中国南方航空深圳分公司所属的的波音757飞机执飞从深圳飞往北京的航班。
当时机场占地面积11平方公里，按照中华人民共和国一级民用机场标准规划设计，实行分期建设，一期建设投资9.8亿元人民币，二期建设投资9亿元。飞行区等级为4F，拥有跑道、滑行道各2条，可供世界上最大型客货机起降。機場實行24小時運行服務。现有停机坪总面积84.5万平方米，停机位84个，候机楼总面积14.6万平方米，有面积为19万平方米的航空物流园区。其中有国际国内货站，保税仓库，分拨仓库等设施，航空货运年处理能力达115万吨。
1993年5月16日，深圳机场正式成为国际机场，并由南航深圳分公司开通首条国际航线（目的地为新加坡）；1996年跃升为中国第四大航空港。
1996年10月，深圳机场航站楼扩建工程奠基。1998年12月2号航站楼落成，与1号航站楼以“双子楼”的方式同时运营。
由於黄田與黄泉在閩南語發音相近，因此深圳黄田国际机场于2001年9月18日正式更名为深圳宝安国际机场。
2003年深圳机场旅客吞吐量突破千万人次，步入全球最繁忙机场（客运量）百强之列。2004年1月，深圳机场完成B号候机楼改扩建工程。2005年12月，深圳机场飞行区扩建工程正式开工，第二跑道于2011年7月26日投入使用，预计新航站区能于同年能投入使用。2007年12月，深圳机场旅客吞吐量突破2062万人次。2009年，深圳机场旅客吞吐量达到2448万人，货邮吞吐量首次突破60万吨，在国际机场协会（Airports Council International）公布的2009年全球机场排名中，深圳机场客、货运量分别位列第49和24名。2010年的旅客吞吐量为2671.3万人次，货邮吞吐量80.88万吨，航空器起降21.69万架次。
截至2007年底，深圳机场通航18个国家和地区，其中国内城市68个，国际城市（含港澳）34个，每周国内航班3173班，国际航班（含港澳）326班，其中国际货班（含港澳）67班。航线总量达到139条。至2009年底，深圳机场有深圳航空、中国南方航空深圳分公司、翡翠航空（深航与汉莎航空的合资公司）、深圳东海航空、海南航空深圳分公司、顺丰航空等六家基地航空公司，有中国国际航空、东方航空、中华航空等30家航空公司在深圳机场开通航班。另外，深圳机场和香港机场之间的海上航班也于2003年9月通航，实现了中转旅客的对接。

### 扩建
2006年至2008年期间，深圳宝安国际机场进行了扩建中的填海工程。该工程于2008年9月17日完成。。
由于要保证机场新航站楼在2008年10月如期开工，与之配套的新航站区轨道交通枢纽工程工程必须先行开工。新航站区轨道交通枢纽由深圳地铁11号线和港深机场轨道联络线在深圳机场新航站区地下交汇而成，南北向横贯整个航站区，全长3.94公里，由深圳机场负责实施，投资估算约13亿元人民币，分三个阶段实施。本阶段实施的是新航站楼至远机位机坪地下的北段区间，围护结构长1.72公里，宽44米，基坑深15至20米，工程造价约3亿元，计划工期150到240天。一跑道西区软基处理工程总面积29万平方米，主要包括排水固结、堆载预压等软基处理施工，工程造价约1.8亿元，计划工期540天。
2013年11月27日，深圳机场A、B航站楼及国际候机楼（D楼）正式宣告关闭，当晚67架飞机及所有设备转场至新航站楼。新的3号航站楼于次日6时许正式投入运营。
2018年第九屆世界航空公司排行榜，寶安國際機場奪得「世界十大美麗機場」桂冠。
2021年起，深圳宝安国际机场荣获Skytrax评为五星级机场，并在2023年荣获Skytrax年度“世界最佳进步机场奖”，成为2023年度唯一获奖的机场。

## 机场设施

### 航站楼
深圳宝安国际机场目前运营3号航站楼，及配套的卫星楼，通过旅客捷运系统连接，供所有航空公司的境内外航线使用。

#### 3号航站楼

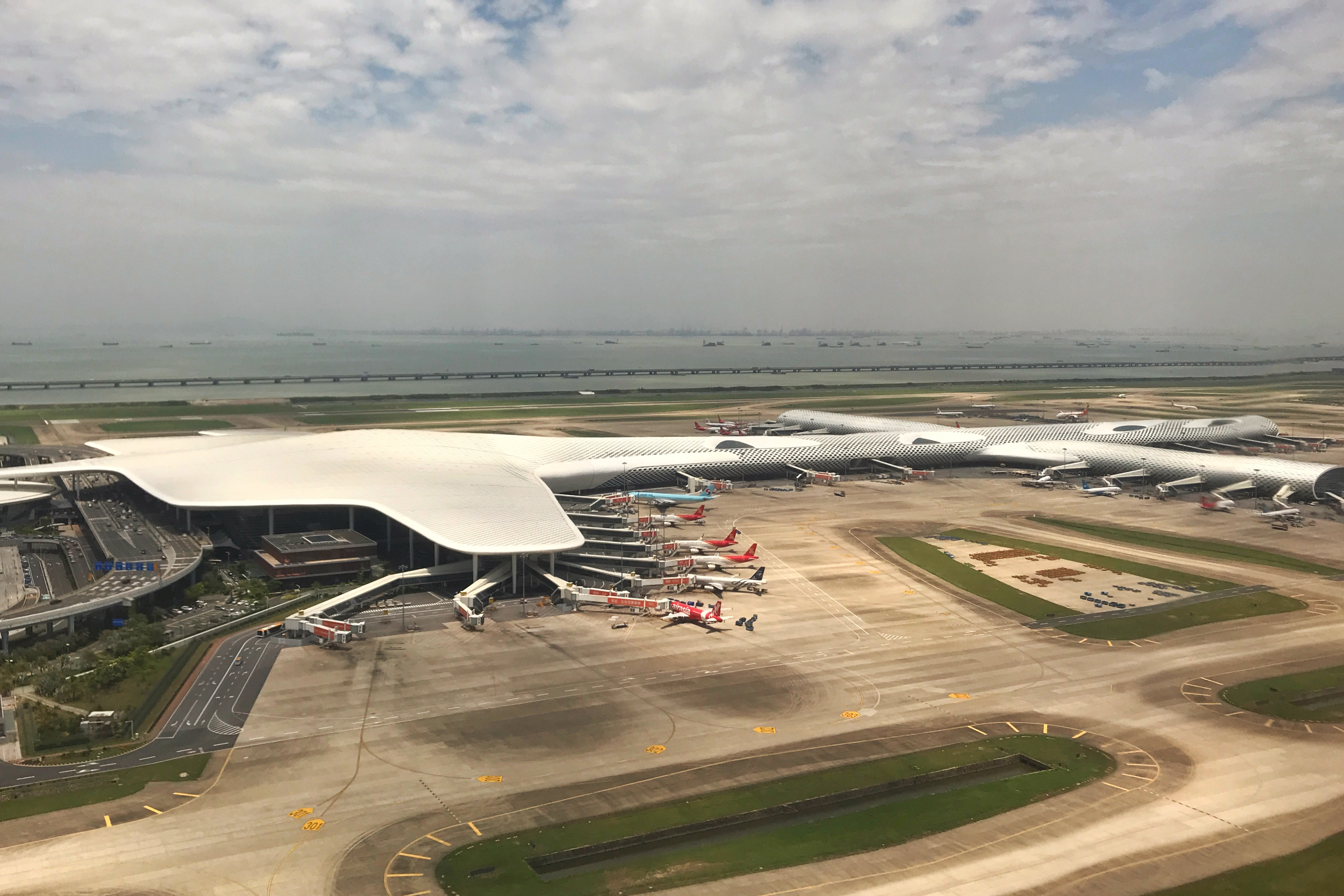
从空中俯瞰3号航站楼

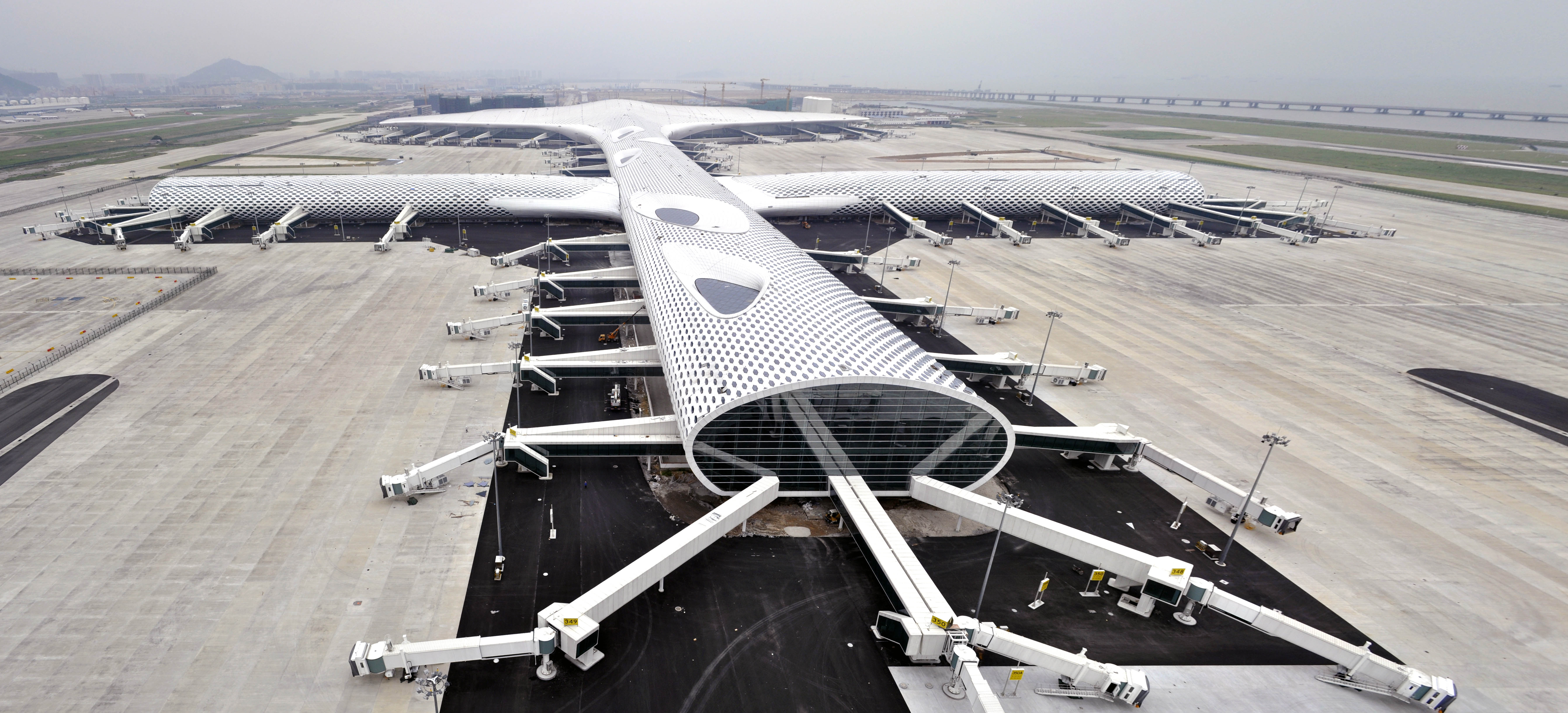
3号航站楼

深圳机场3号航站楼是目前深圳机场唯一正在使用的航站楼，建筑面积45万平米，为原A、B、D航站楼面积总和的3倍，共拥有62个近机位和15个邻近主体的远机位。3号航站楼建设工程是深圳机场扩建工程的一部分，2010年2月25日开工，主体工程2012年11月底完工，2013年11月28日投入使用。
現航站楼平面上分为主楼、翼廊和指廊三大部分，主楼部分为地上四层（局部五层）、地下二层构型：一层为国际进港旅客查验大厅，二层为国内到达旅客行李提取和迎客厅，三层为国际出境旅客办理出境手续，及国际、国内出发旅客候机，四层为国际、国内出港旅客办理乘机手续，五层为商业服务区。其中四层办票大厅共8个值机岛，192个值机柜台。翼廊和指廊为候机区、商业餐饮区、VIP休息区及到达通道。指廊区为地上三层（局部四层），地下二层构型，平面呈十字形。指廊与主楼相连一端设局部四层，布置餐饮功能；三层为出发候机大厅，为航站楼国内出发候机区的主体；二层为国内旅客到达通道。主楼西侧翼廊位于十字指廊交叉点的首层平面。主楼南端与GTC站厅层相连接。地下二层为港深机场快线折返段和地铁11号线隧道。出发车道边设于四层，到达车道边设于二层。
3号航站楼设计保障旅客吞吐量为4500万人次，其中国内旅客3600万人次，国际旅客900万人次。
在2019冠状病毒病疫情期间，深圳机场所有国际入境客运航班保障及手续办理均在T3航站楼以外的指定入境保障专区进行，T3航站楼1层国际进港旅客查验大厅暂停使用。2023年1月8日起，配合新型冠状病毒感染实施“乙类乙管”，深圳机场T3航站楼国际进港旅客查验大厅恢复启用，144小时过境免签专用检查通道和专用休息区也同步恢复。1月8日0时23分，由新加坡樟宜机场出发的ZH9024航班抵达深圳宝安机场，成为入境防疫政策调整后首个抵达深圳机场的国际航班。

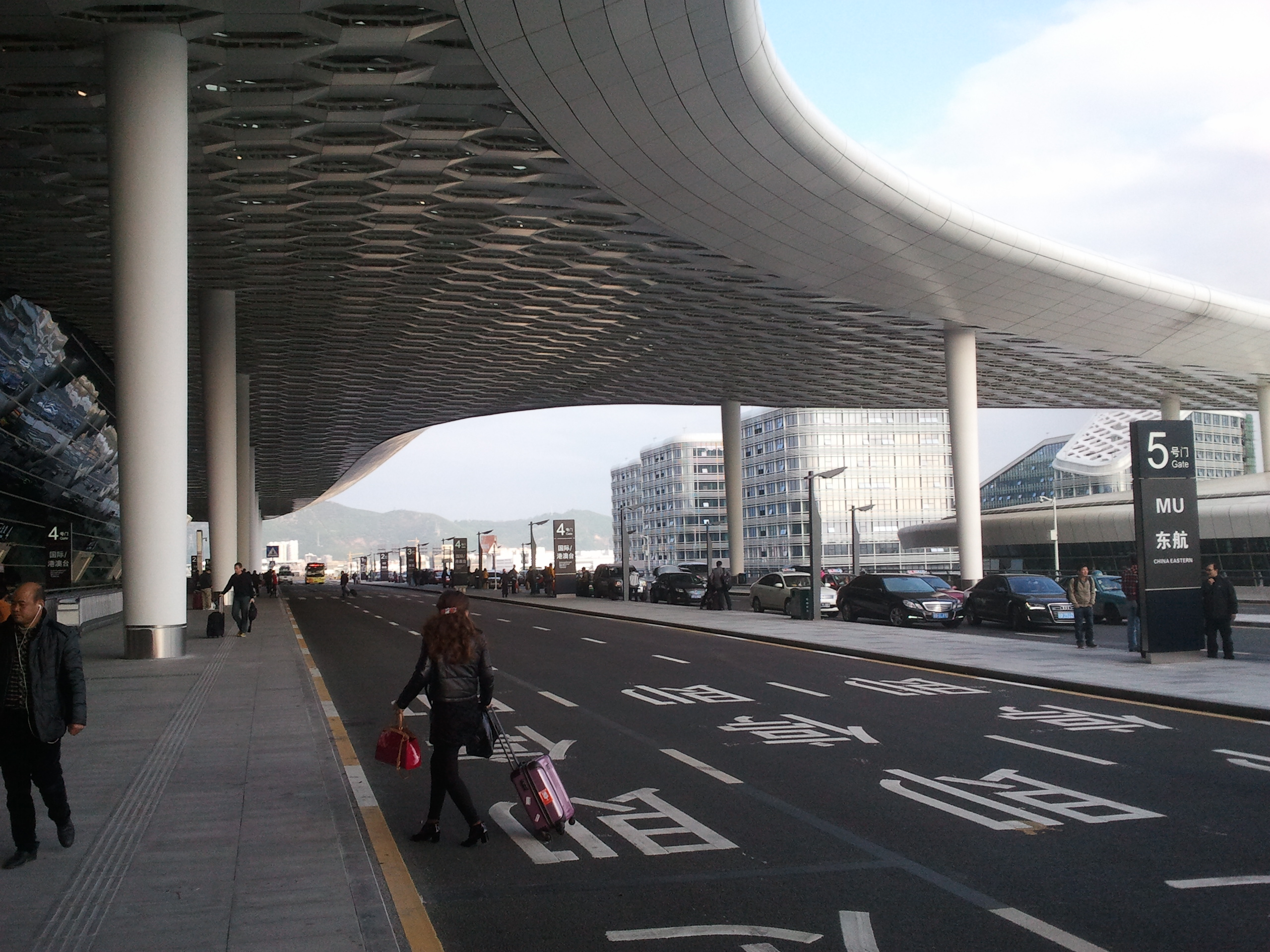
3号航站楼出发层的车道
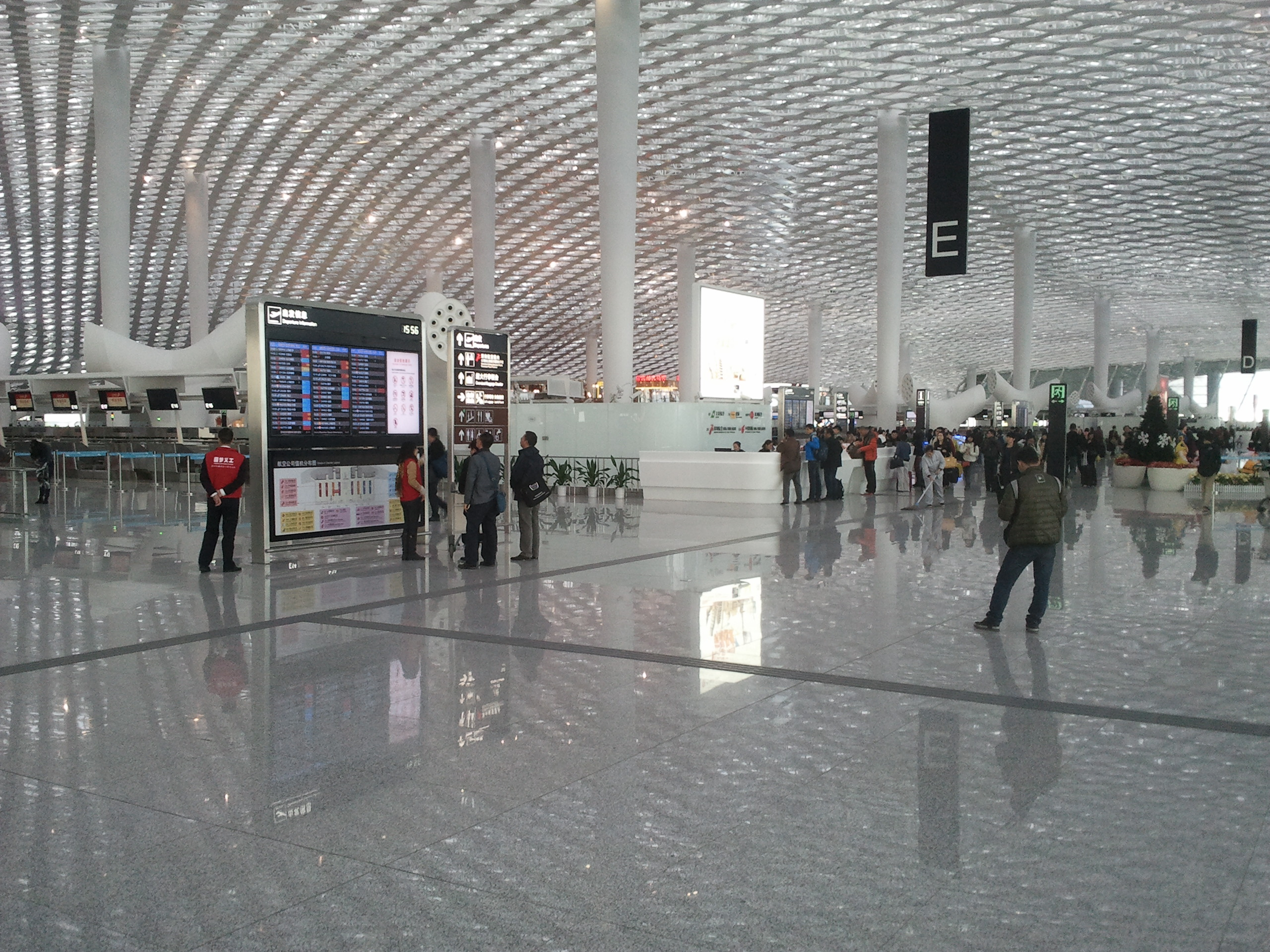
3号航站楼出发层的内部
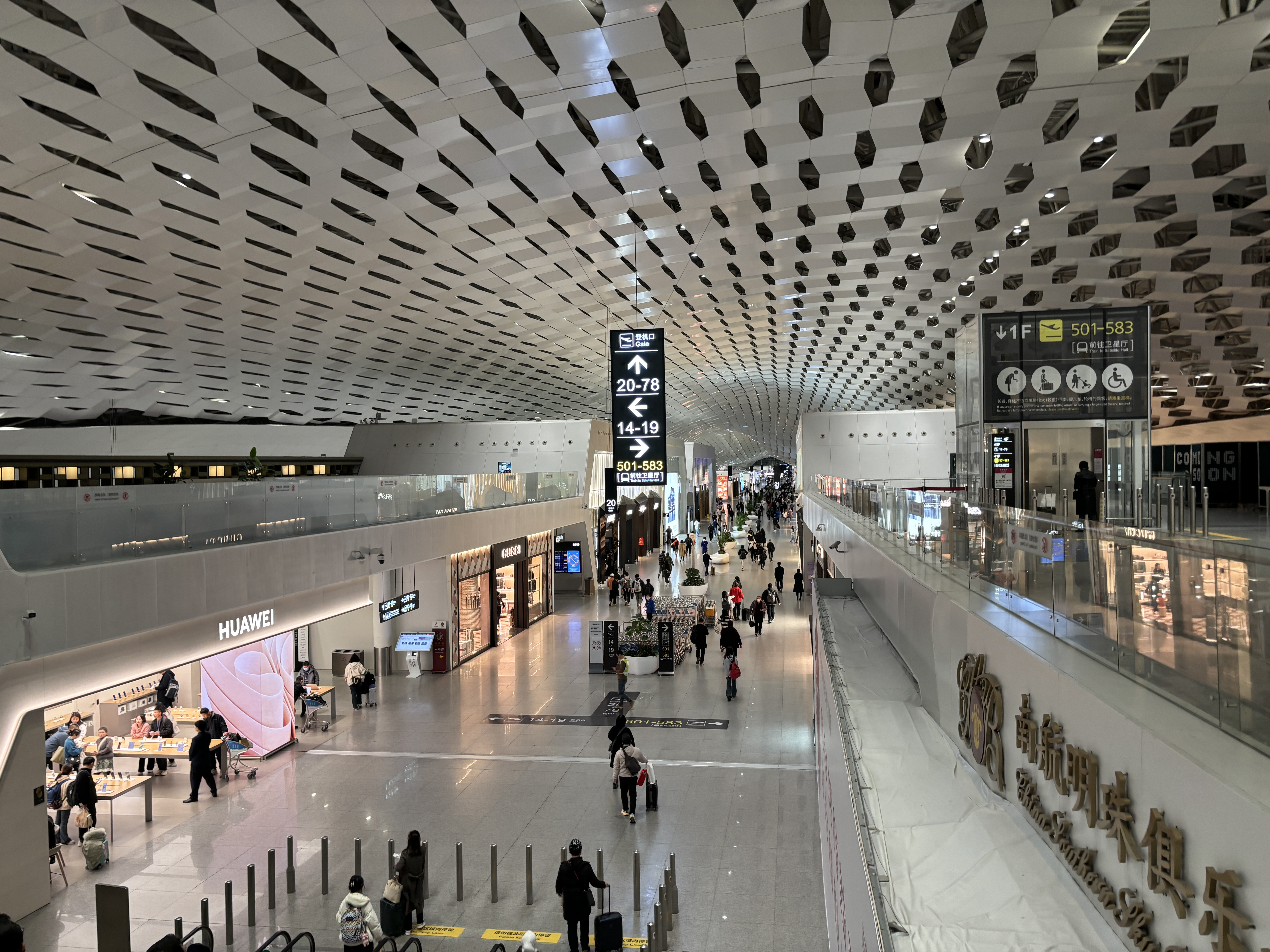
深圳机场航站楼国内航班候机室
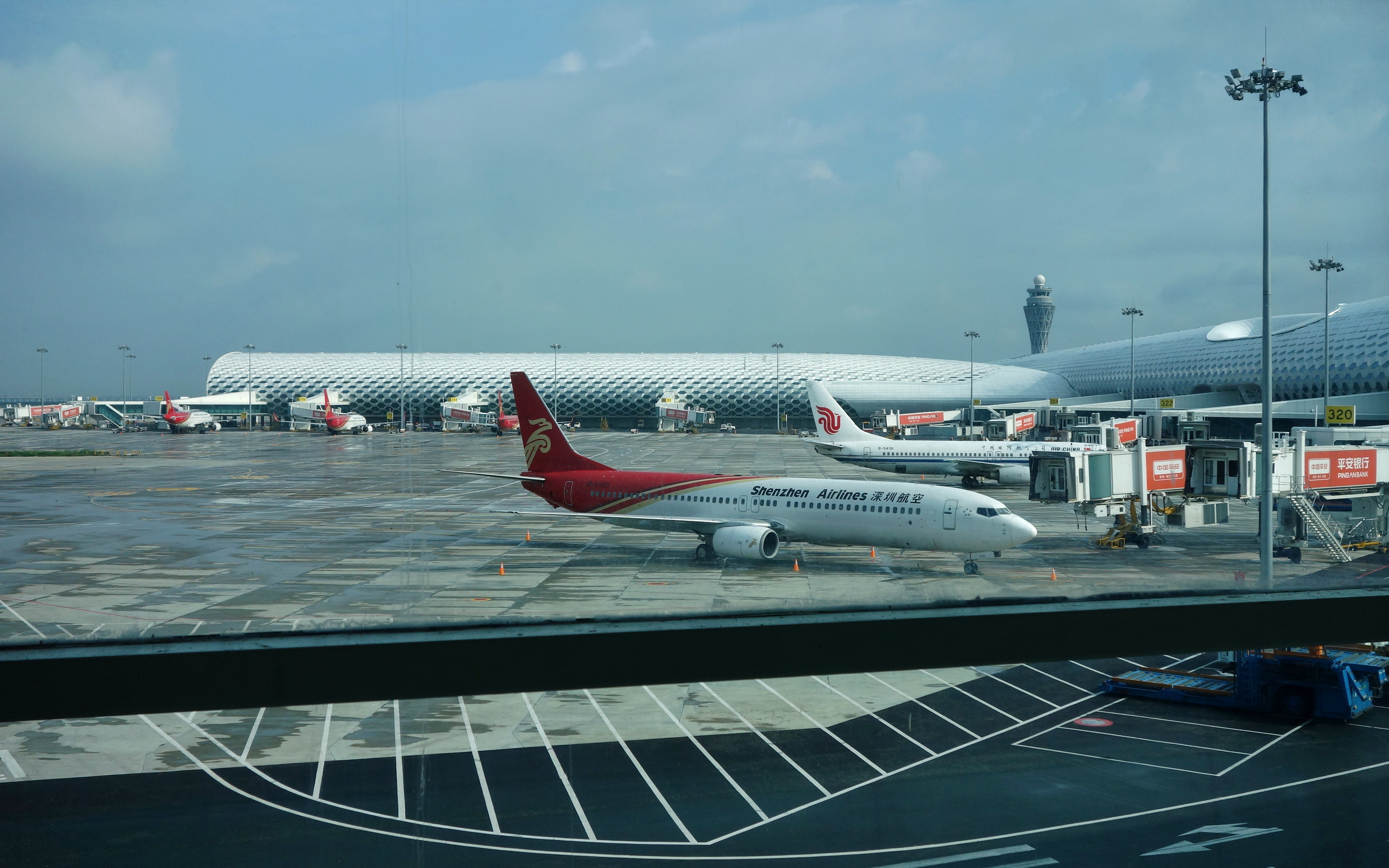
3号航站楼登机桥
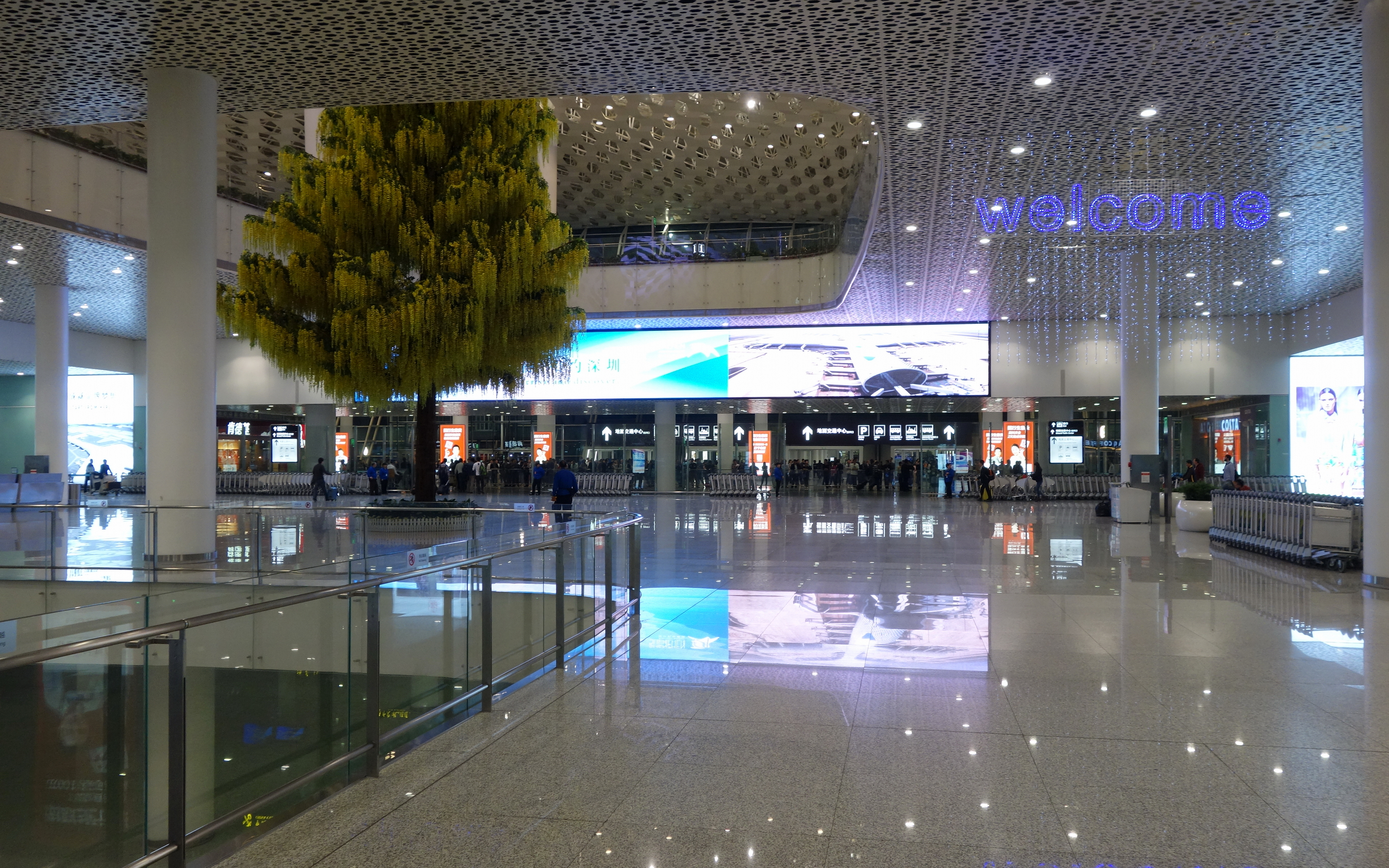
国内航班到达大厅
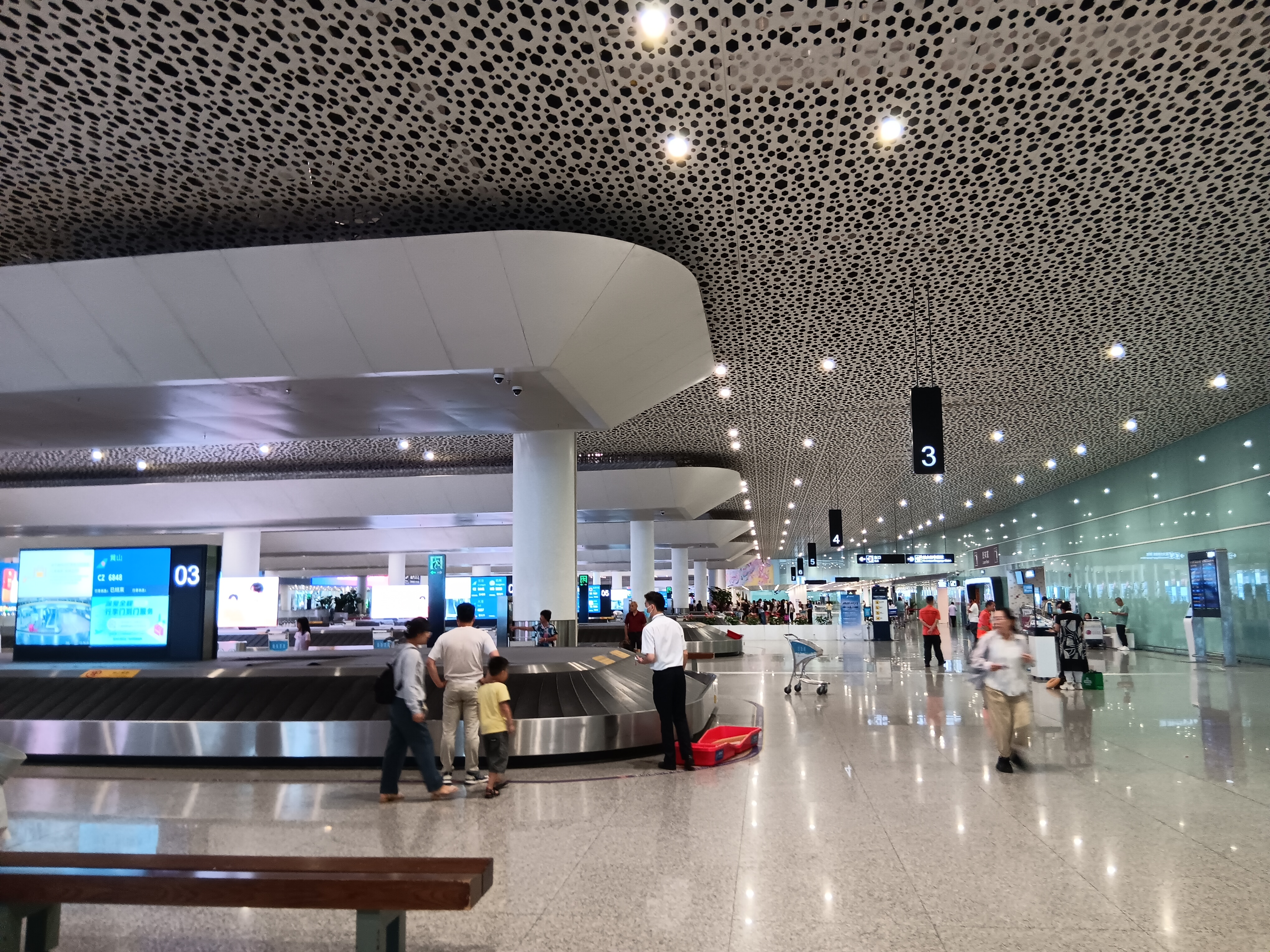
国内到达行李提取区域
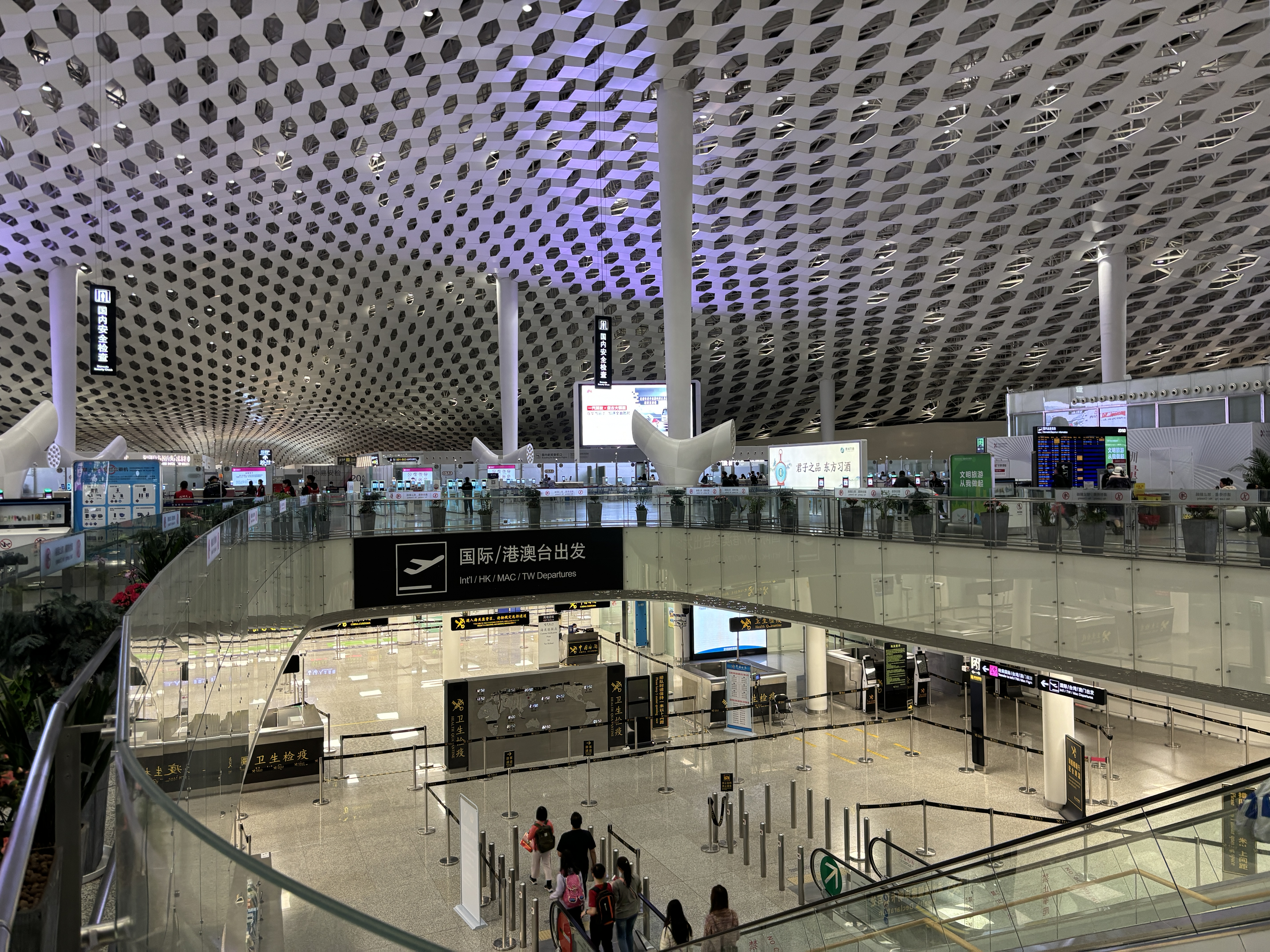
3号航站楼国际出发口
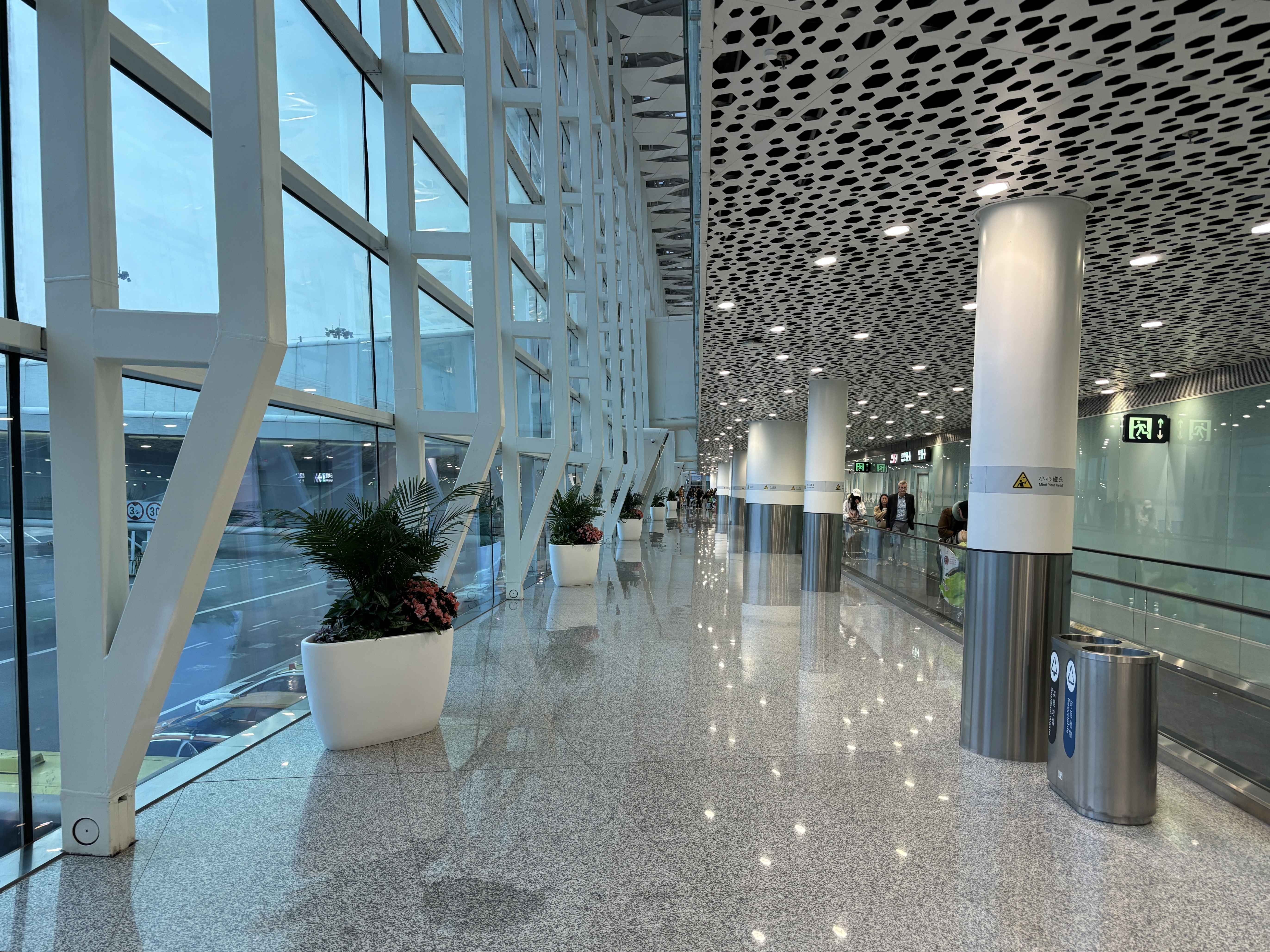
国际到达层
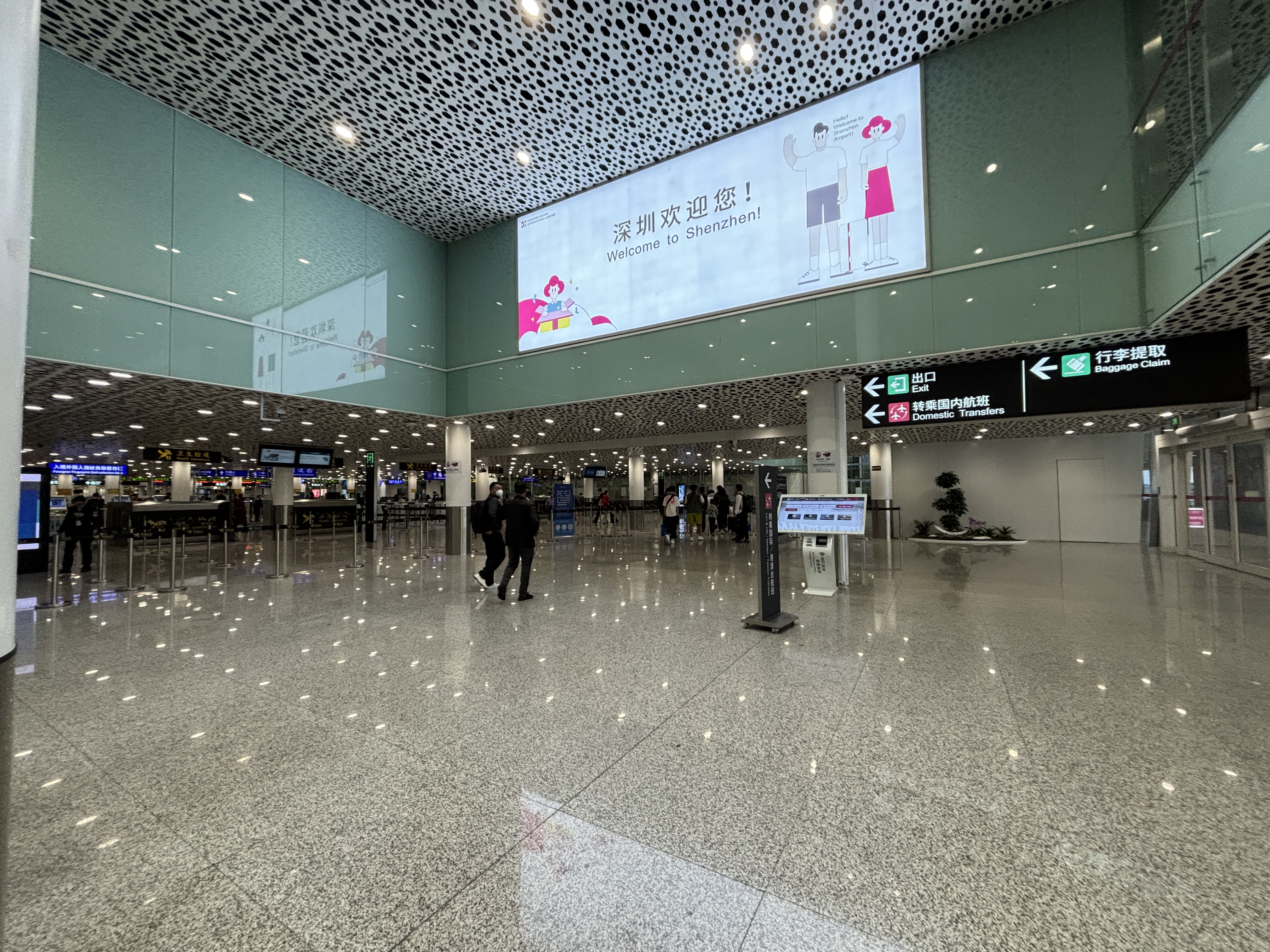
国际到达清关前大堂
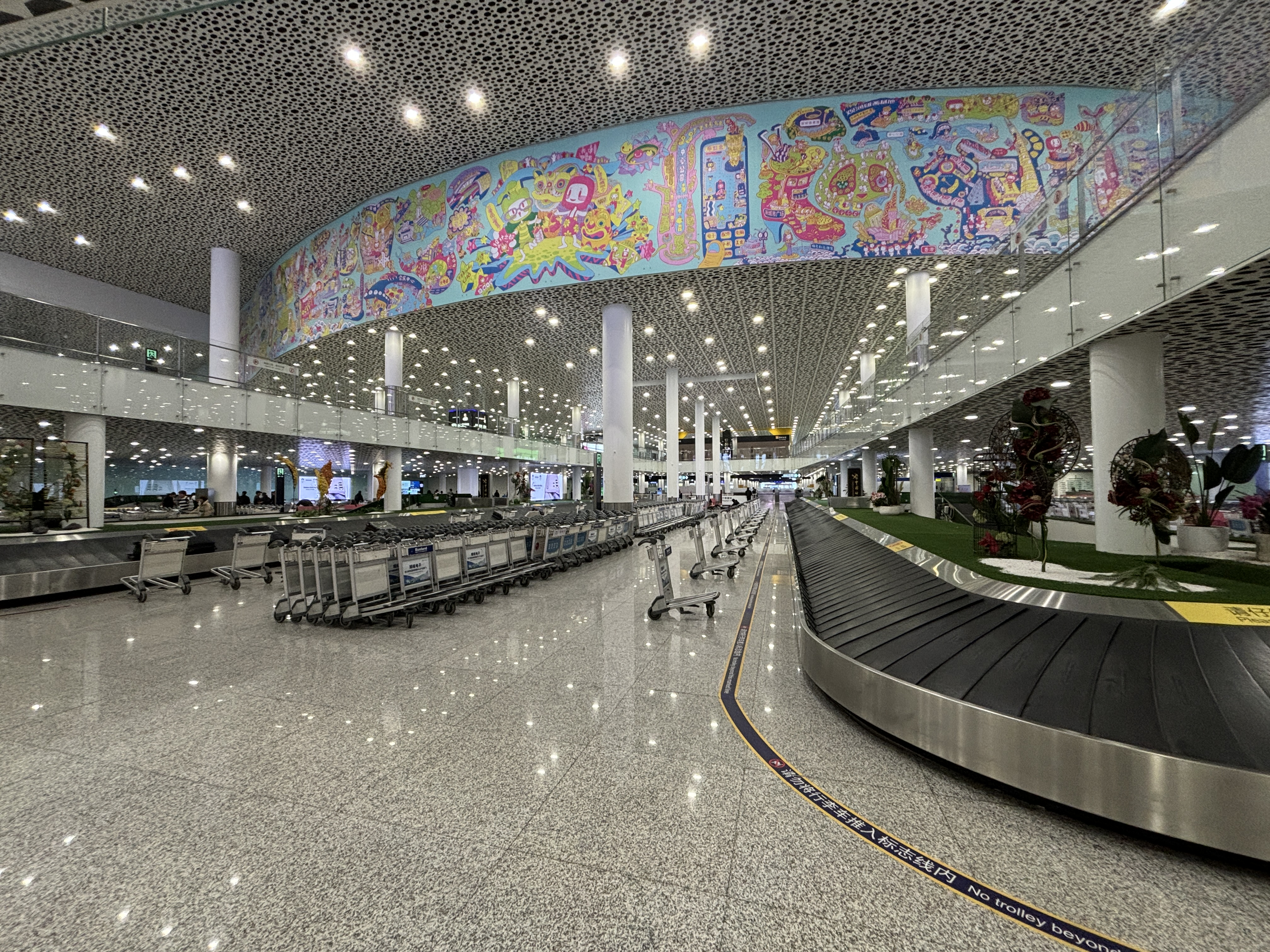
国际到达行李提取区域
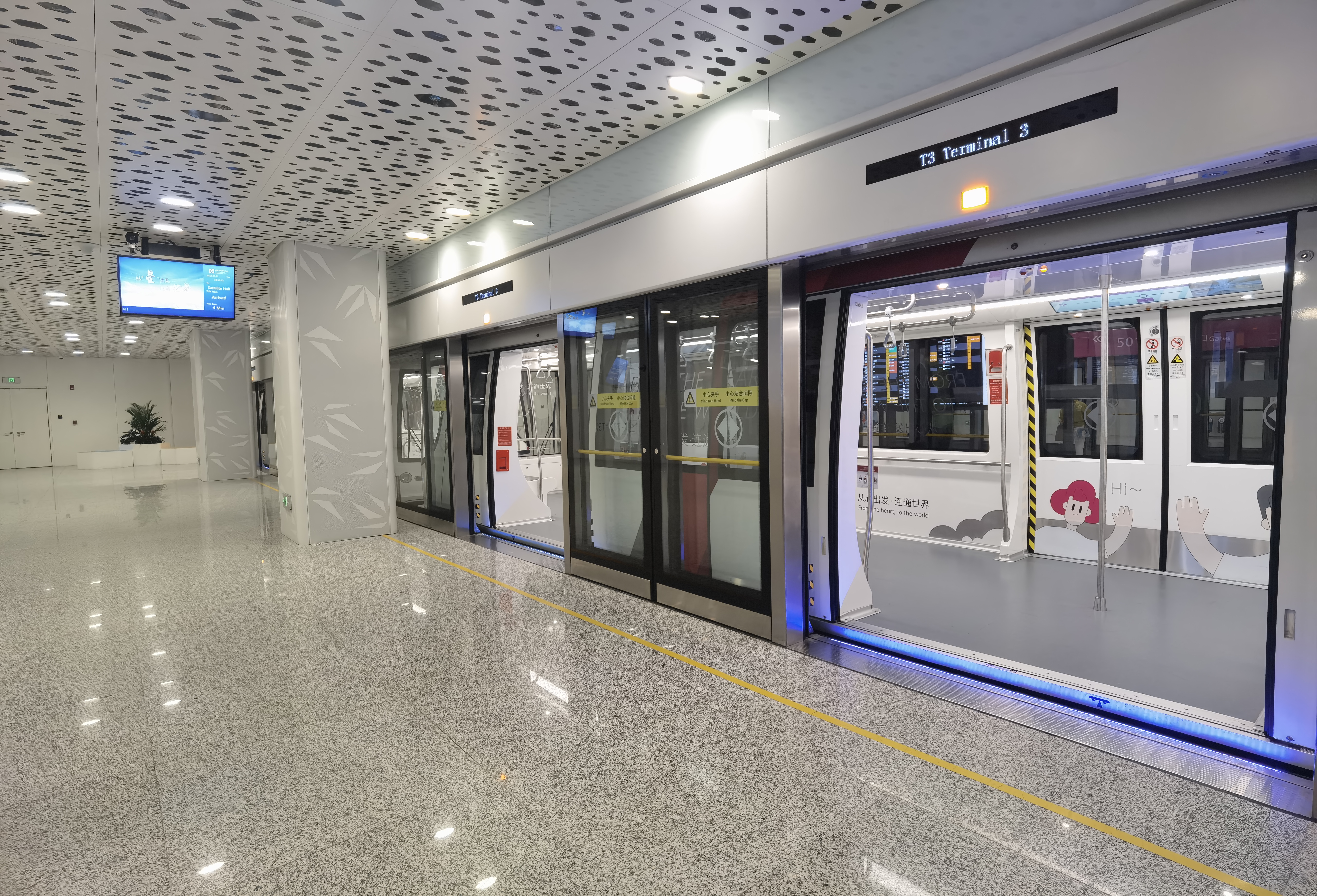
深圳机场捷运T3航站楼站

##### 商务贵宾楼
深圳机场另外设置有商务贵宾楼，位于3号航站楼的1，2楼前端。设置有独立值机托运窗口，独立的安检通道和VIP摆渡车。并有十几间休息室，大型的自助餐厅可供合资格贵宾享用。目前有工行，农行，建行，中行，交行，招行，广发银行，平安银行，微众银行等银行和企业合资格客户可以进入，且仅限乘坐国内航班（澳门，台湾除外）使用。

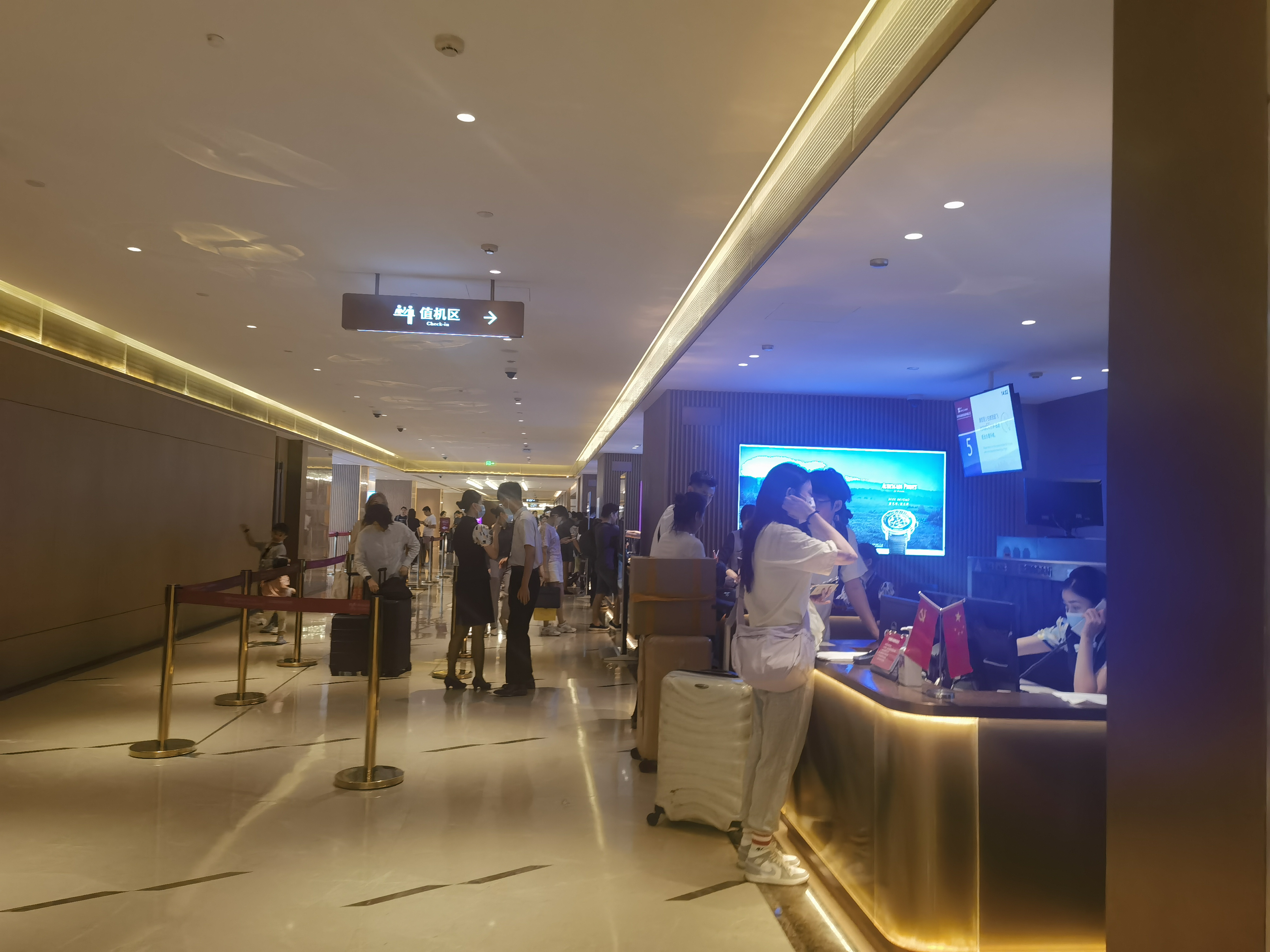
专用值机托运口
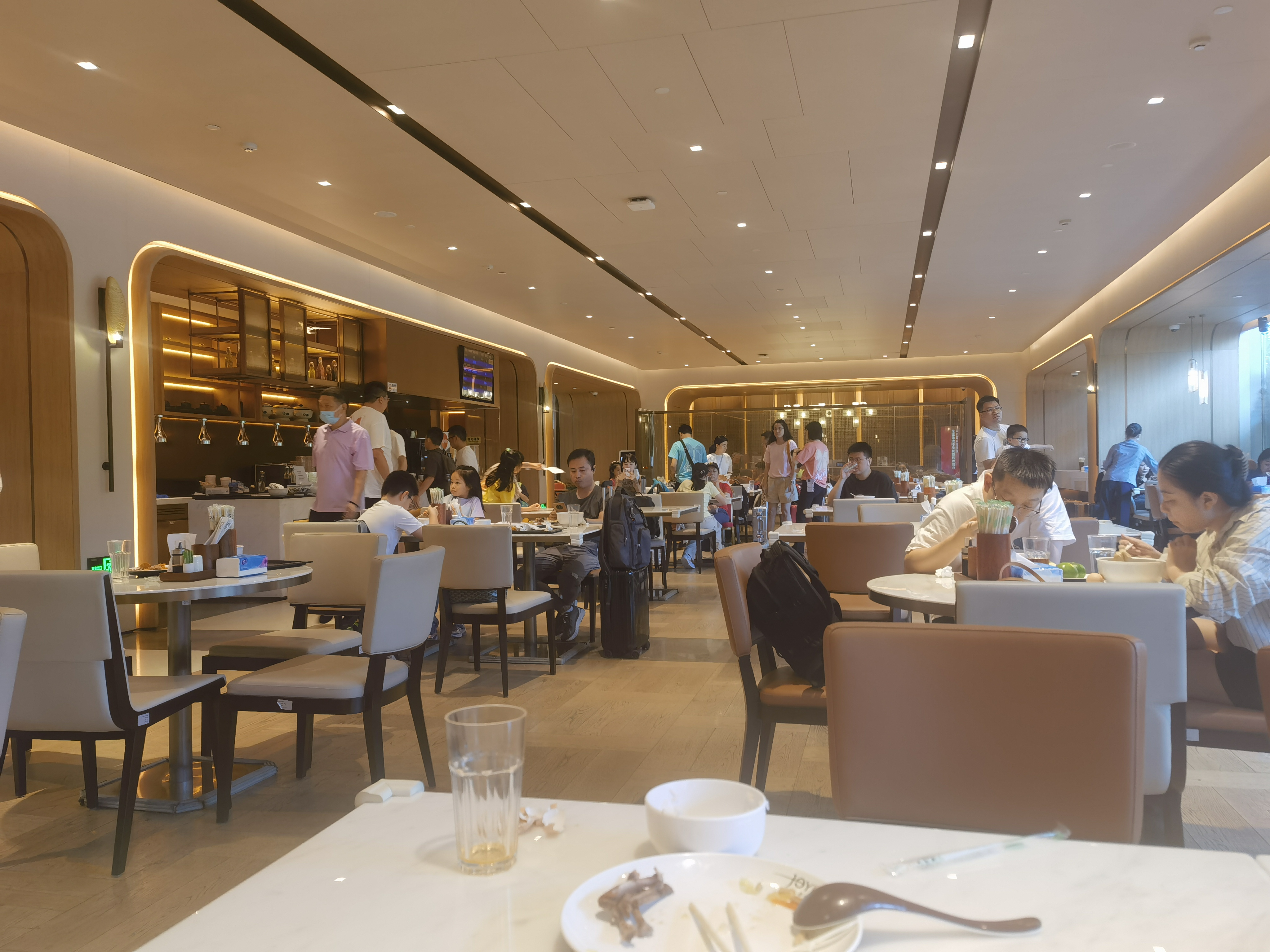
贵宾楼内的自助饭厅
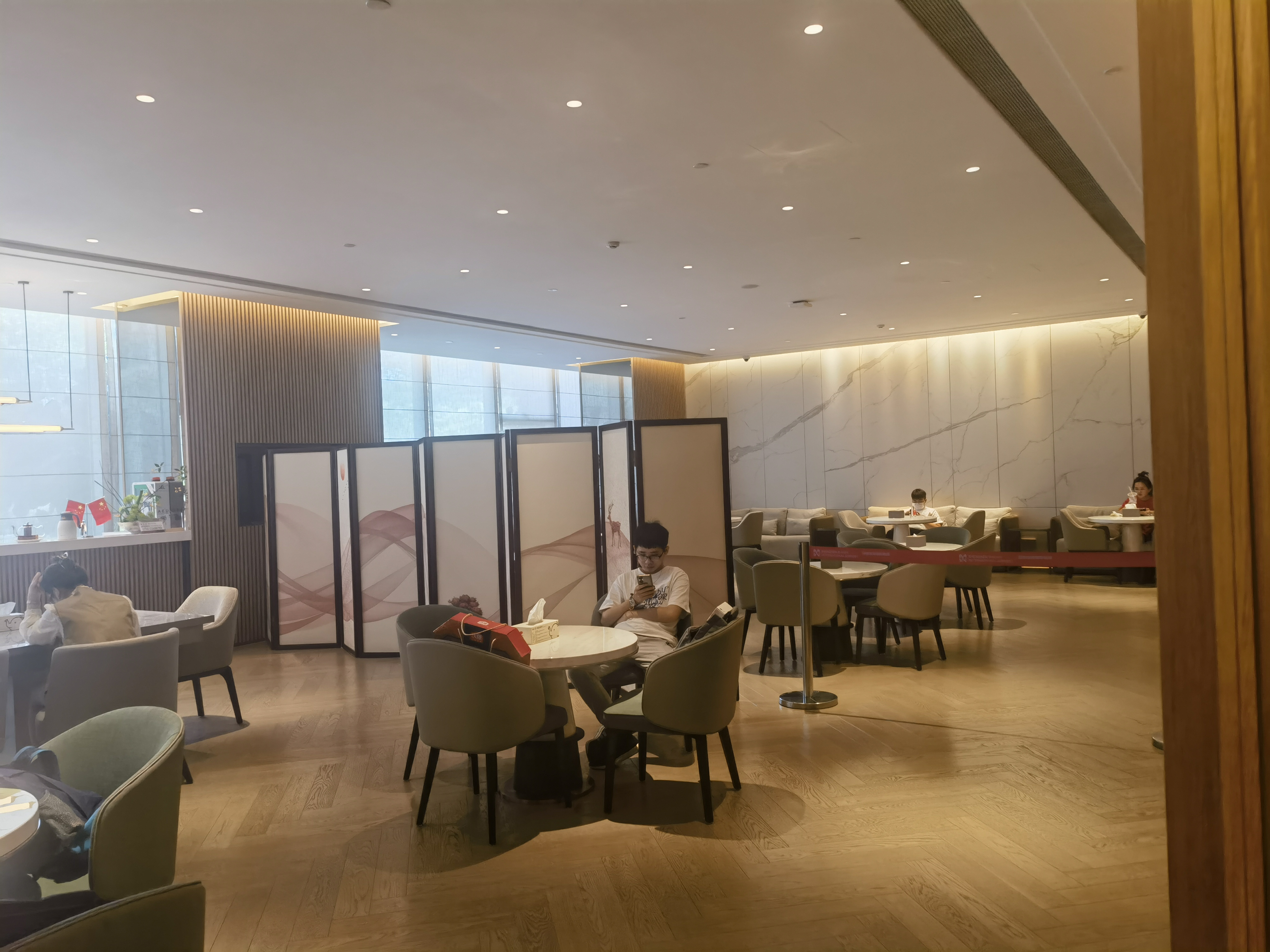
一处休息室
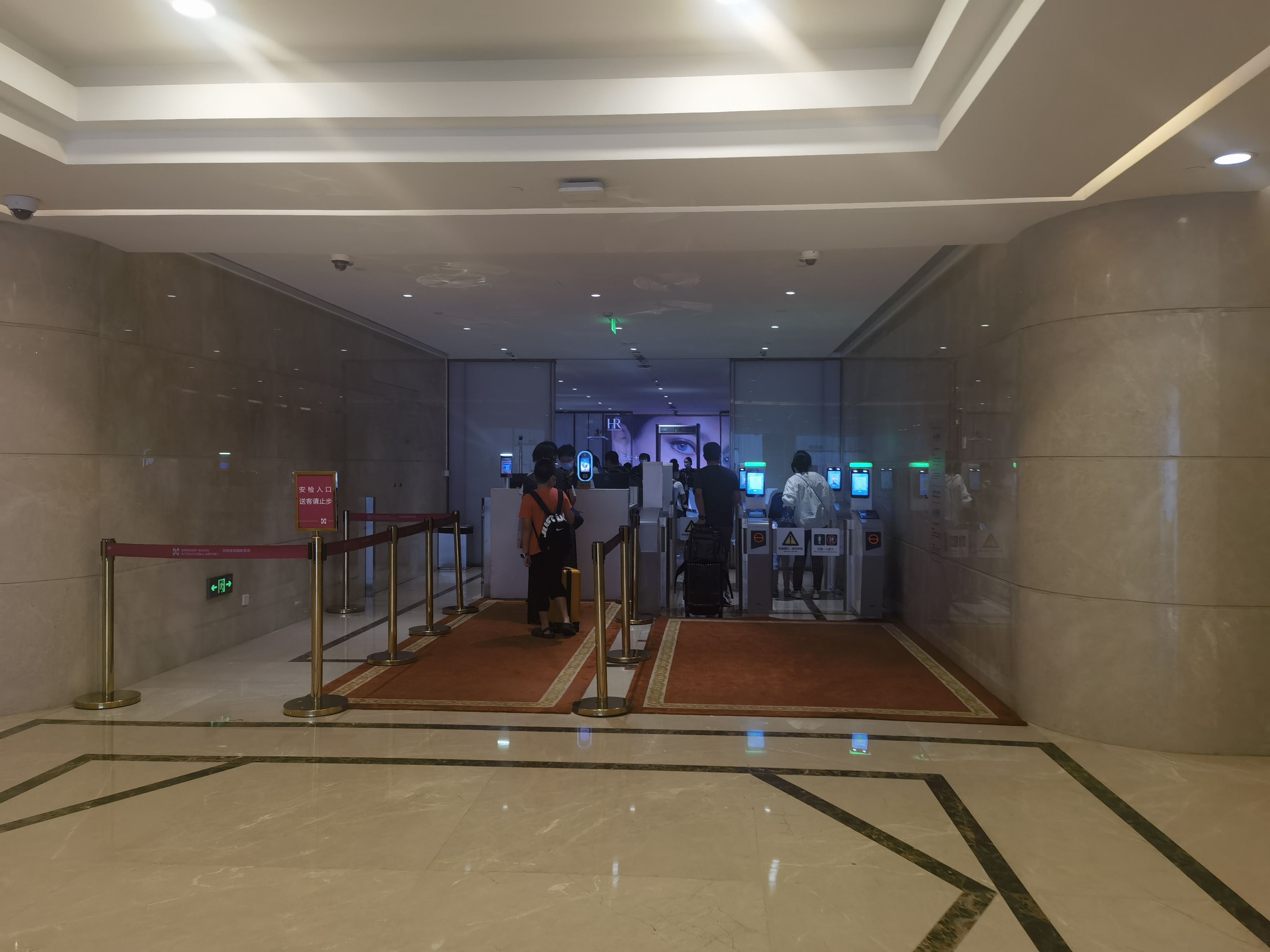
专用安检通道
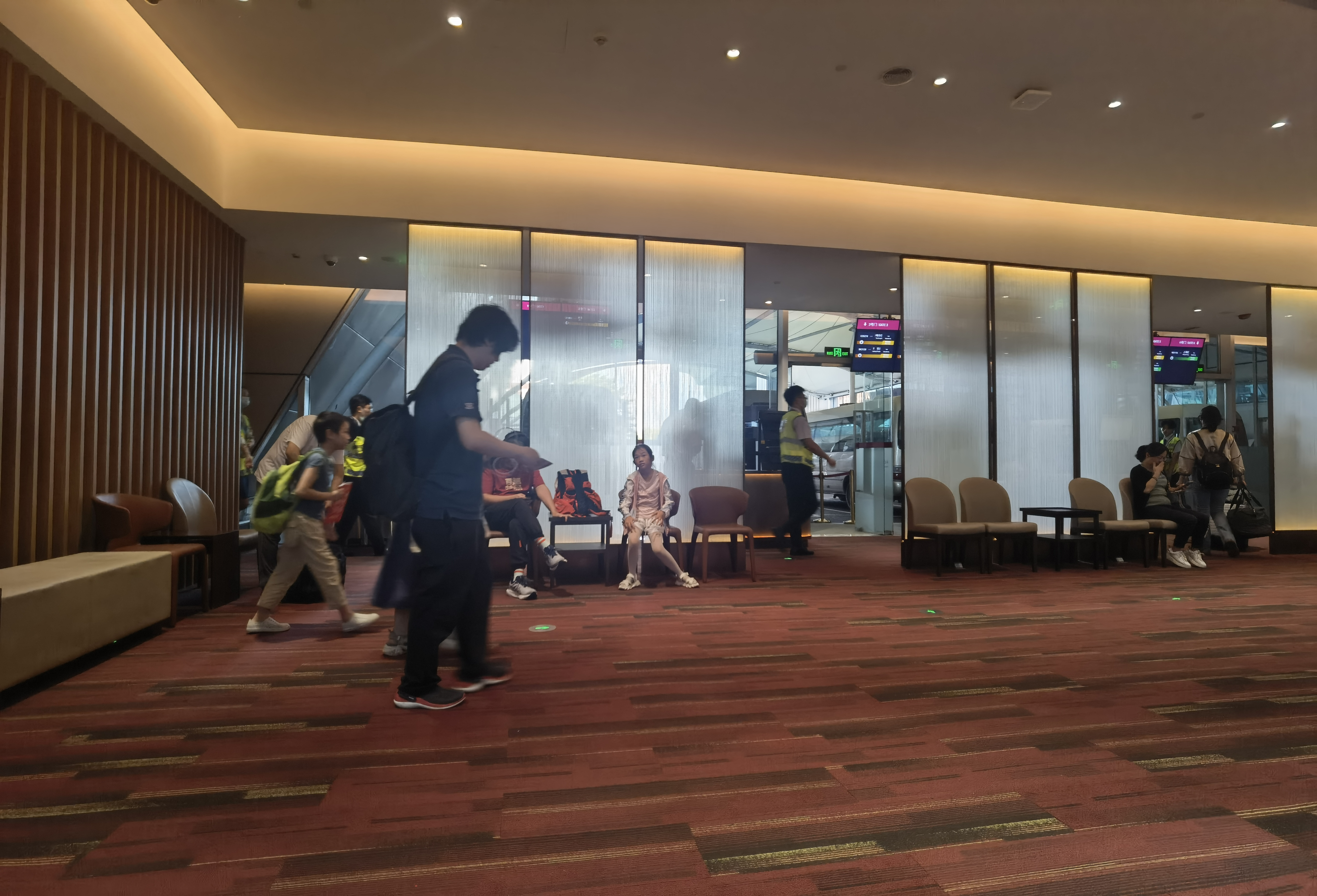
安检后VIP接送车候车室
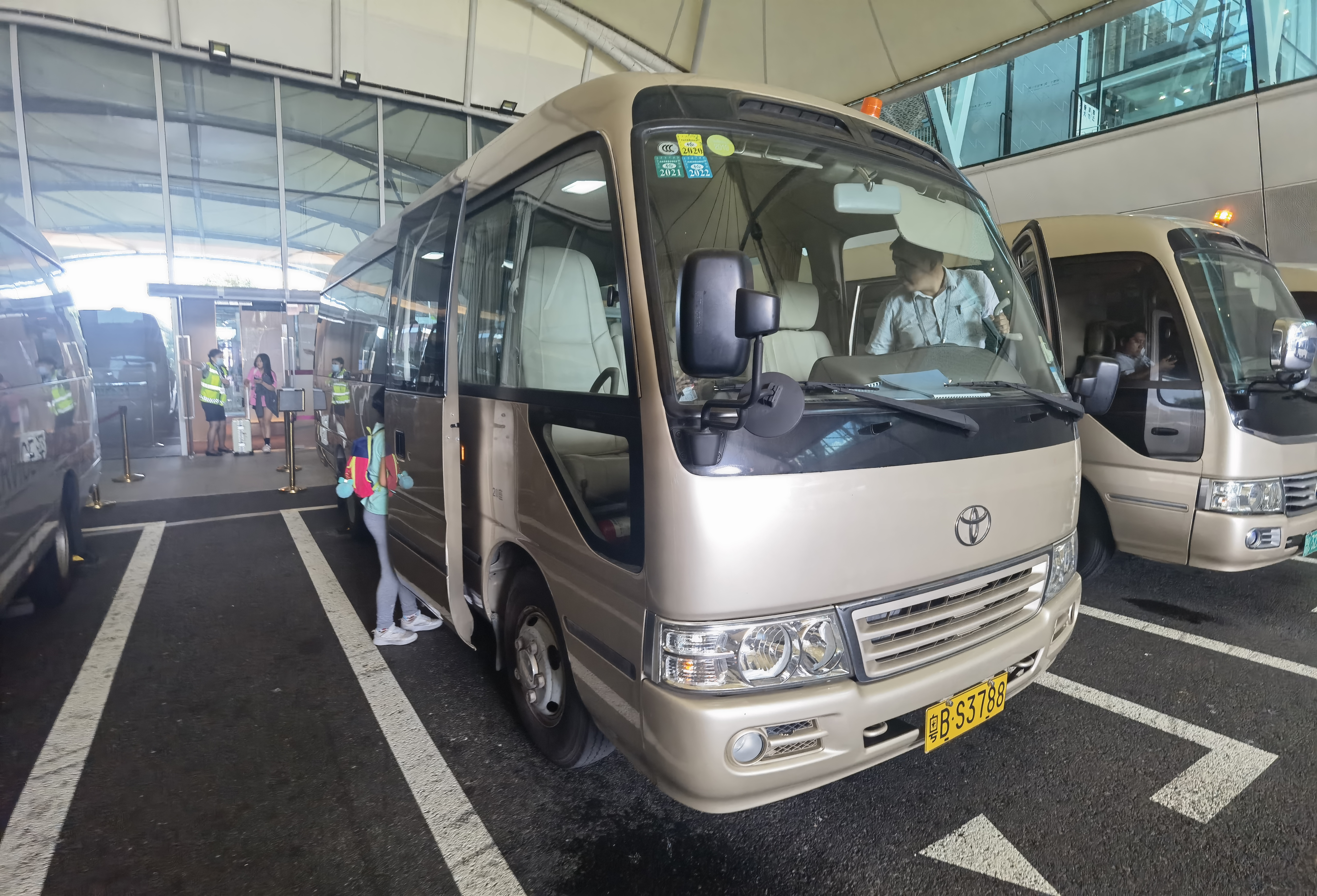
服务贵宾楼的VIP接送中巴

#### 卫星厅
深圳机场卫星厅于2021年12月7日启用，是深圳宝安国际机场新一轮扩建首个启用的重要设施，总建筑面积约23.5万平方米，设计年旅客吞吐量2200万人次。
卫星厅位于T3航站楼的北侧，共分为地上四层，地下一层。其中地下一层主要为捷运站台，地上一层主要为捷运到达厅、非正常航班候机厅、二层为国内到港通道、国内出港平台、多功能服务大厅，三层为国内出港候机厅、商业等配套服务设施，四层为“头等舱、公务舱”旅客休息室。卫星厅采用与T3航站楼一体化的运营模式，不单独运行，而是通过捷运列车系统与T3航站楼相连接，只承担T3航站楼附属的旅客候机、登机、抵达和中转功能，旅客值机办票、行李托运、安检以及到达行李提取等服务功能仍在T3航站楼内完成，在T3航站楼与卫星厅之间单趟运输仅需3—4分钟。如旅客航班的登机口信息显示在501－583区间，即需要前往卫星厅候机、登机。

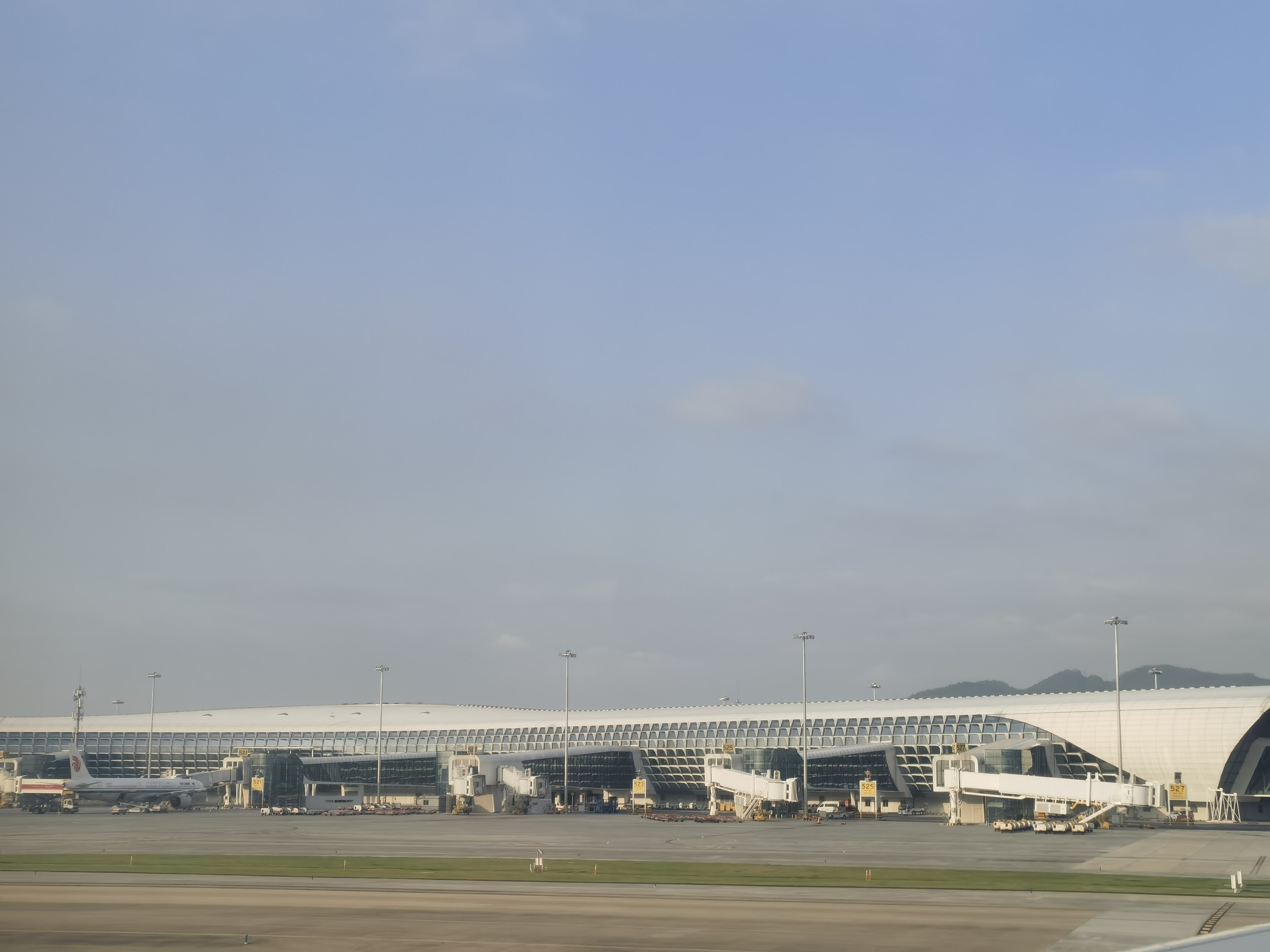
卫星厅外景
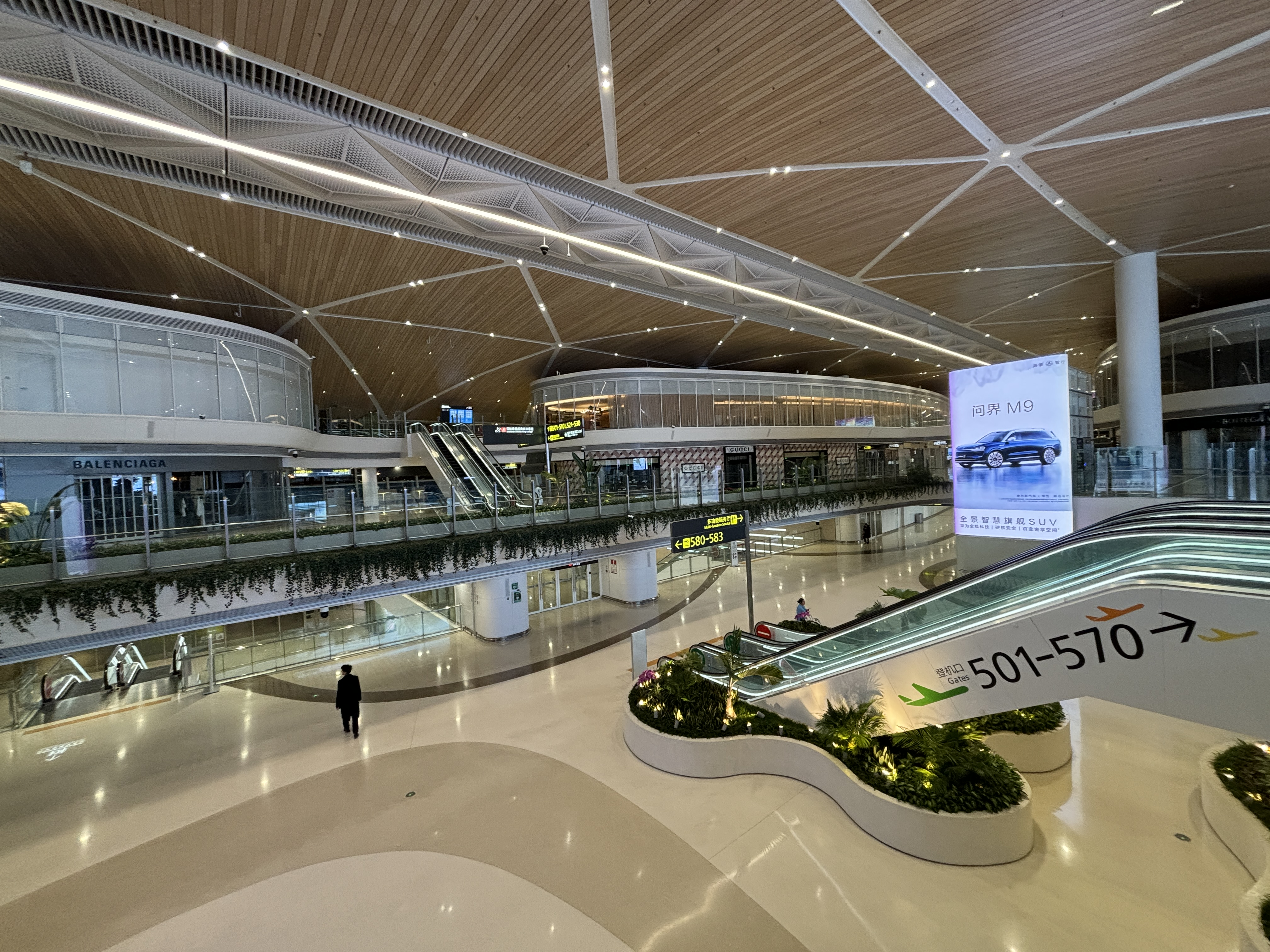
卫星厅中央大厅
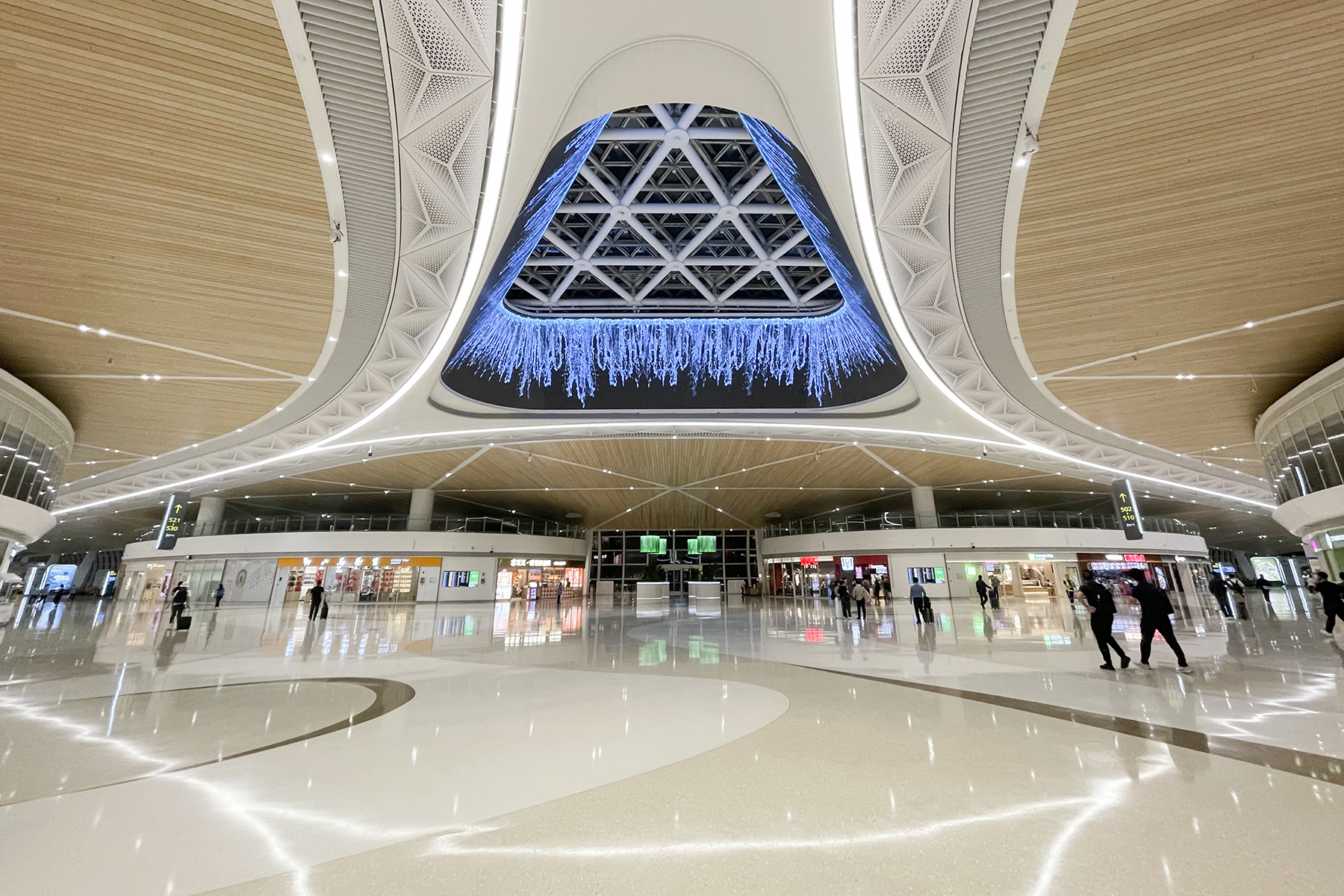
卫星厅出发层
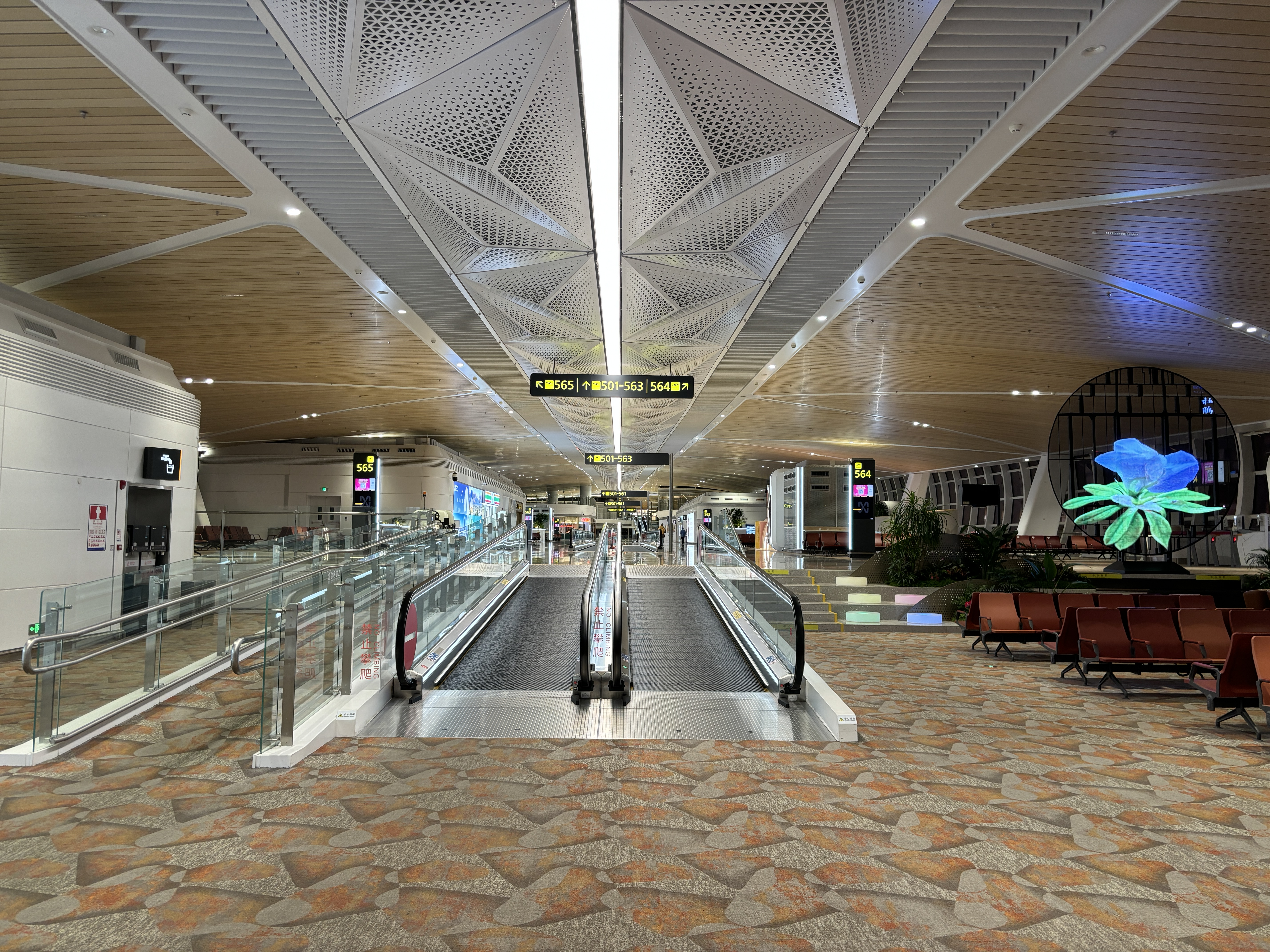
卫星厅出发层指廊末端
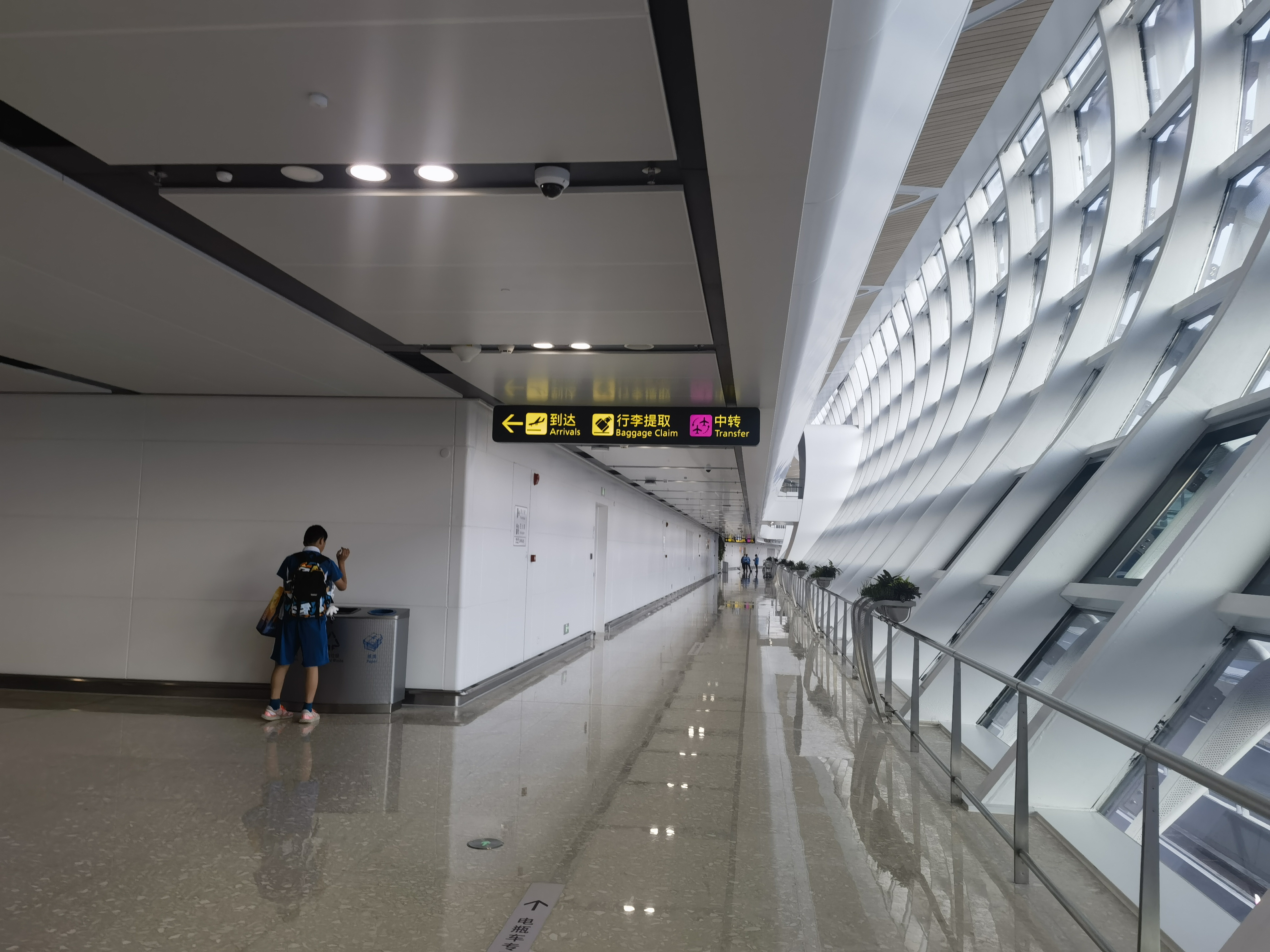
卫星厅抵达层一侧
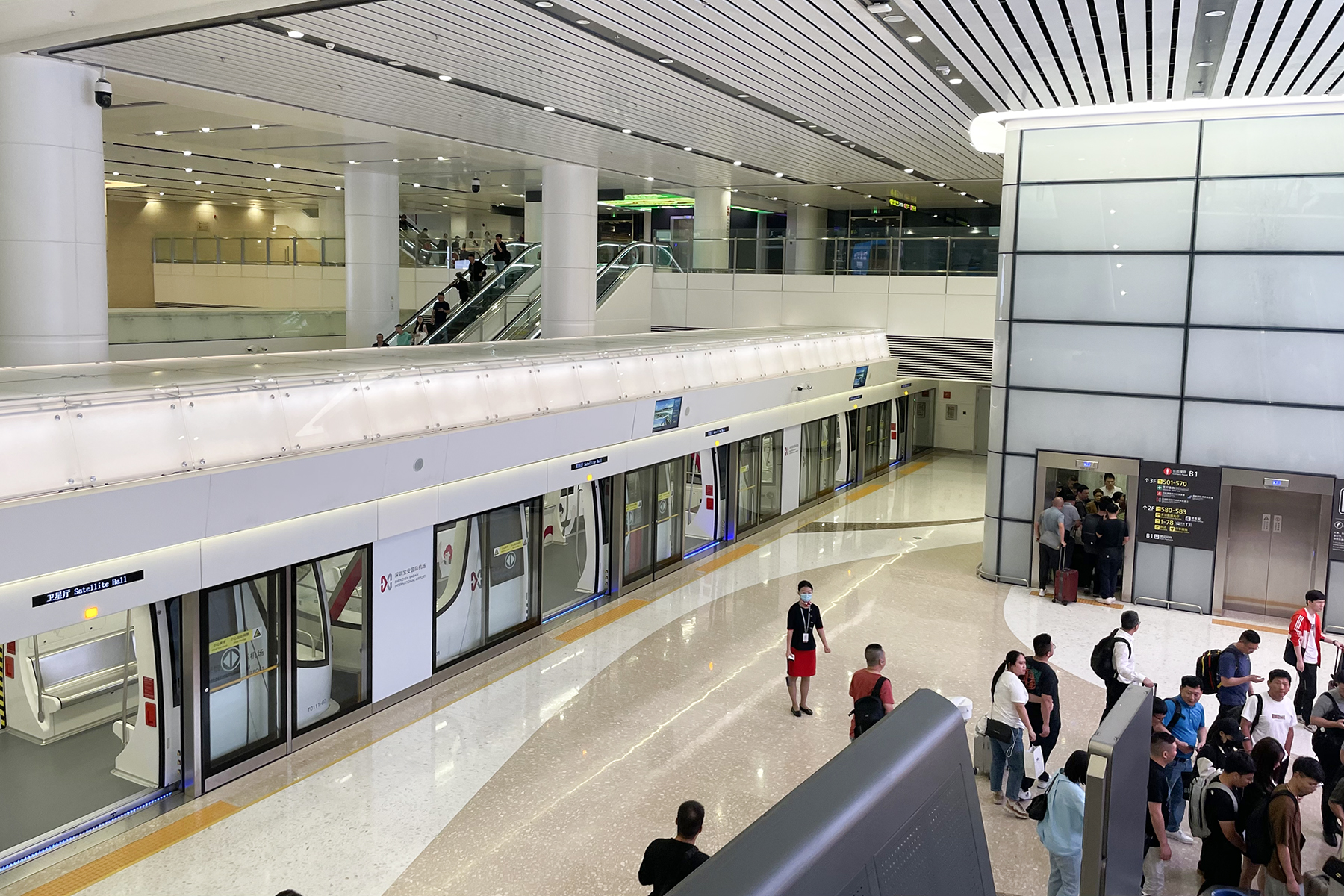
深圳机场捷运卫星厅站

### 跑道
截止至2023年7月底，深圳机场共有两条平行跑道：旧有的东跑道15/33，长3400米，宽45米，飞行区等级为4E，主要用于起飞；2011年7月26日投入使用的16/34西跑道，长3800米，宽60米，飞行区等级为4F，主要用于降落。每条跑道均有相应的平行滑行道。目前西跑道（16/34）以西靠海处正在填海建设第三跑道，长3600米，宽45米，预计2025年建成使用。
2015年11月12日实施向北独立离场试验运行，2016年8月18日实施南独立离场程序；2018年5月又实施向南相关进近模式，11月实施向北交错进近试验运行。独立离场、进近通常在进出港高峰期实施。
深圳机场跑道和香港国际机场跑道直线距离38千米且相互近乎垂直，且距离深港边界及香港飞行情报区边界23千米，因此其五边长度仅有17千米：在向北进近时四边深港边界；在向南离场时亦需沿边界进入第二边。2020年西跑道34进场启用RNP－AR程序，进入五边点由蛇口缩短至西乡碧海湾海岸，可有效减少噪音；2023年西跑道16离场在夜间启用基于RNP的减噪声程序：航机在离地后右转进入珠江口洋面。

### 空中交通服务
深圳宝安国际机场位于广州飞行情报区、珠海终端区内，由中南空管局深圳航管站负责。深圳航管站于1991年3月成立。
1995年1月组建深圳进近管制室，负责深圳、珠海和澳门机场的进近指挥工作，1998年7月6日随新香港国际机场启用而同时启用雷达管制。进近管制室于1999年9月1日起移交至新成立的珠海进近管制中心。珠海进近管制中心负责深圳宝安国际机场及其他珠三角地区空域进近管制服务。
- D-ATIS：127.45MHz
- TWR(E)：130.35MHz
- TWR(W)：118.45MHz
- 地面管制（东）：121.65MHz
- 地面管制（西）：121.8MHz
- 机坪管制1：122.7MHz
- 机坪管制2：121.625MHz
- 机坪管制3：122.825MHz
- 地面放行：121.95MHz
- 紧急频率：121.5MHz

### 旧航站楼
1989年5月，深圳机场正式开工建设，1990年7月，深圳机场1号航站楼正式动工建设，半年后顺利封顶。1991年10月12日伴随深圳机场投入使用。航站楼总建筑面积为3.8万多平方米，候机楼分为三层，一层为到港厅，分国际、国内通道，备有自动行李转盘；二层为离港厅，也分国际和国内两部分。候机楼还设有贵宾厅和特别通道，供国际旅客和港澳同胞途经深圳机场中转，设计年吞吐能力为500万人次，高峰客流量1600-1800人次。
1996年10月，深圳机场航站楼扩建工程奠基，1996年10月12日，深圳机场航站楼扩建工程开工，1998年12月，2号航站楼落成，建筑面积7万平方米，航站楼建筑设计十分超前，采用了大块的点式玻璃幕墙，于1号航站楼同时运营。
2003年，1号航站楼关闭并开展改扩建工程，于2004年1月重新开放，面积从3万多平方米扩建至7万多平方米，并更名为B候机楼，2号航站楼则命名为A候机楼。A、B两个候机楼总建筑面积15万平方米，年设计吞吐量1700万人次。
2011年，深圳机场启用了A、B楼间的连廊（C楼）和位于A号航站楼北侧的临时国际候机楼（D楼），以满足国际客流增长的需要。
2013年11月28日，3号新航站楼投入使用，同时A、B、D航站楼正式关闭。
根据规划，深圳宝安机场旧航站楼拟考虑拆除并原址新建T1航站楼，与在建的机场东综合交通枢纽（包括深圳机场东站）无缝接驳。

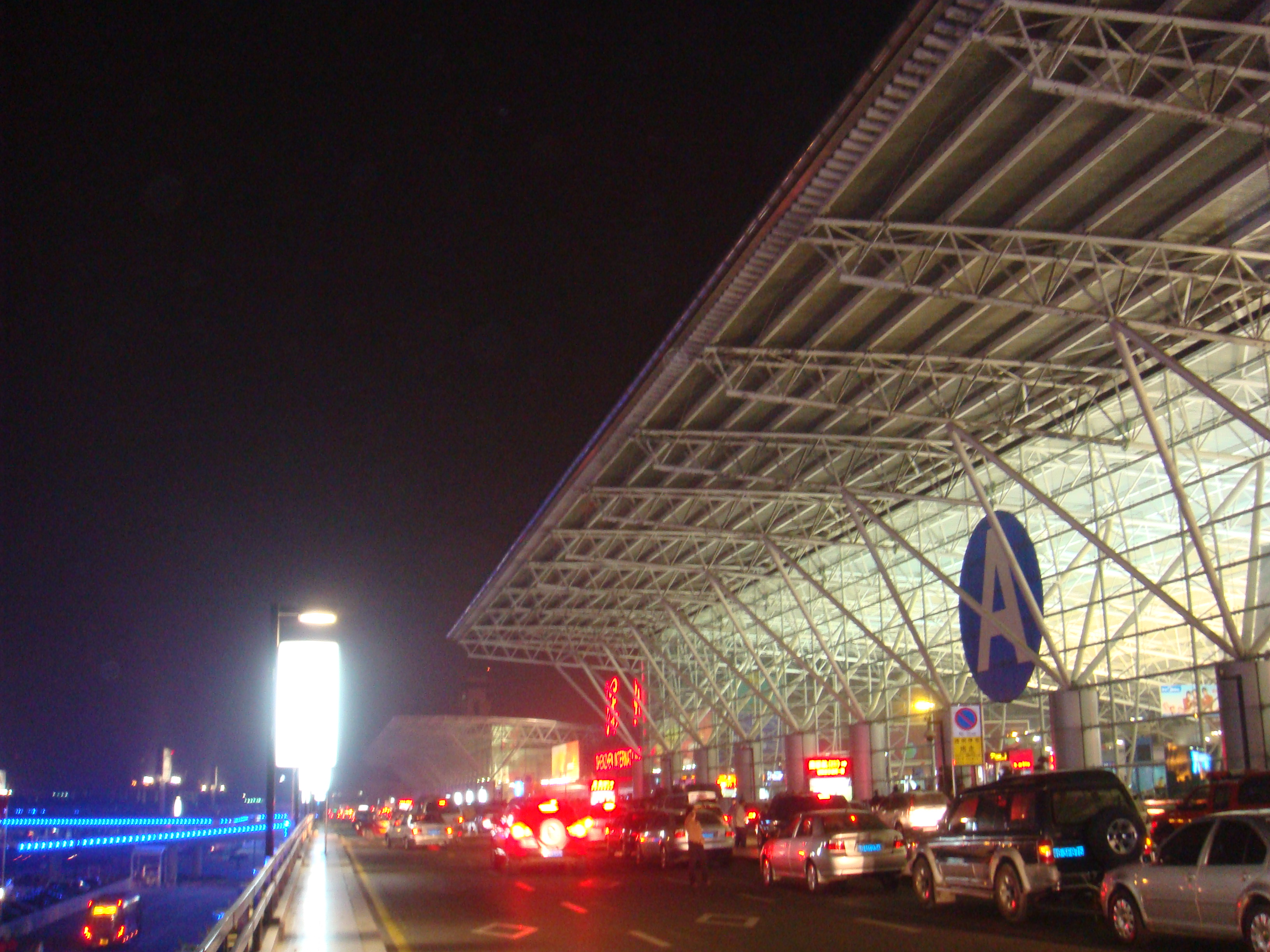
原A候機楼（现已停用）
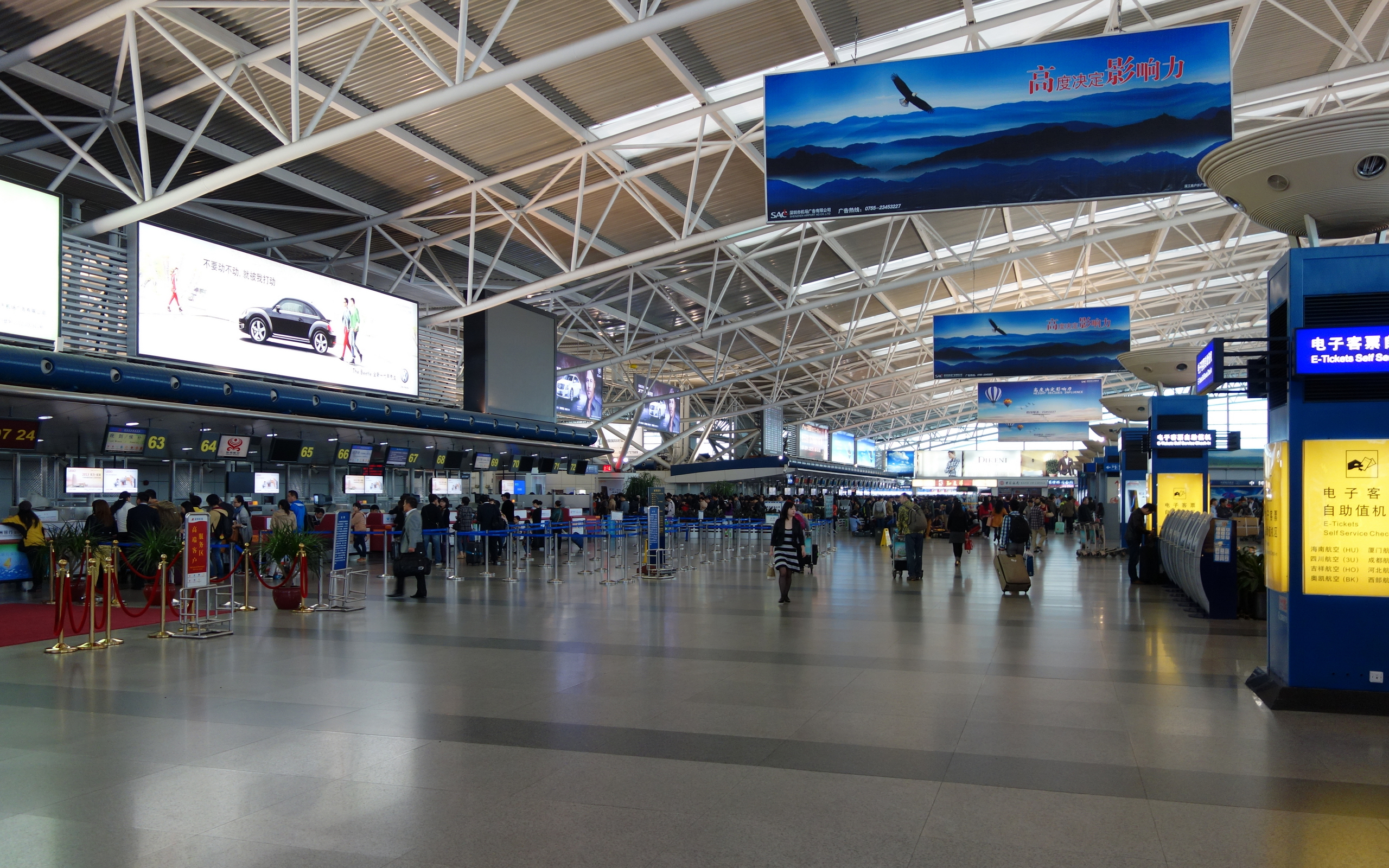
原A候机楼出发大厅
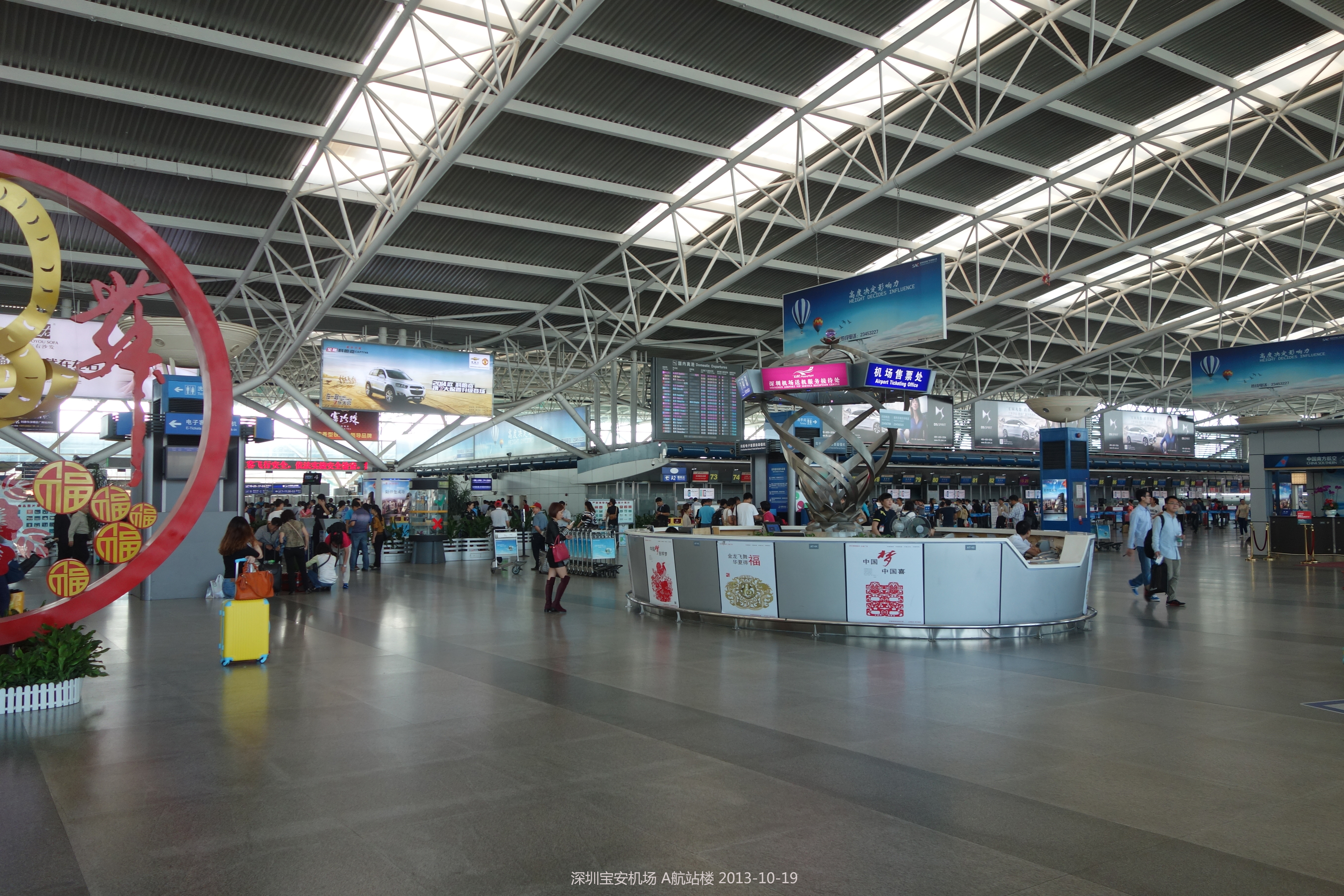
A航站楼出发大厅内部
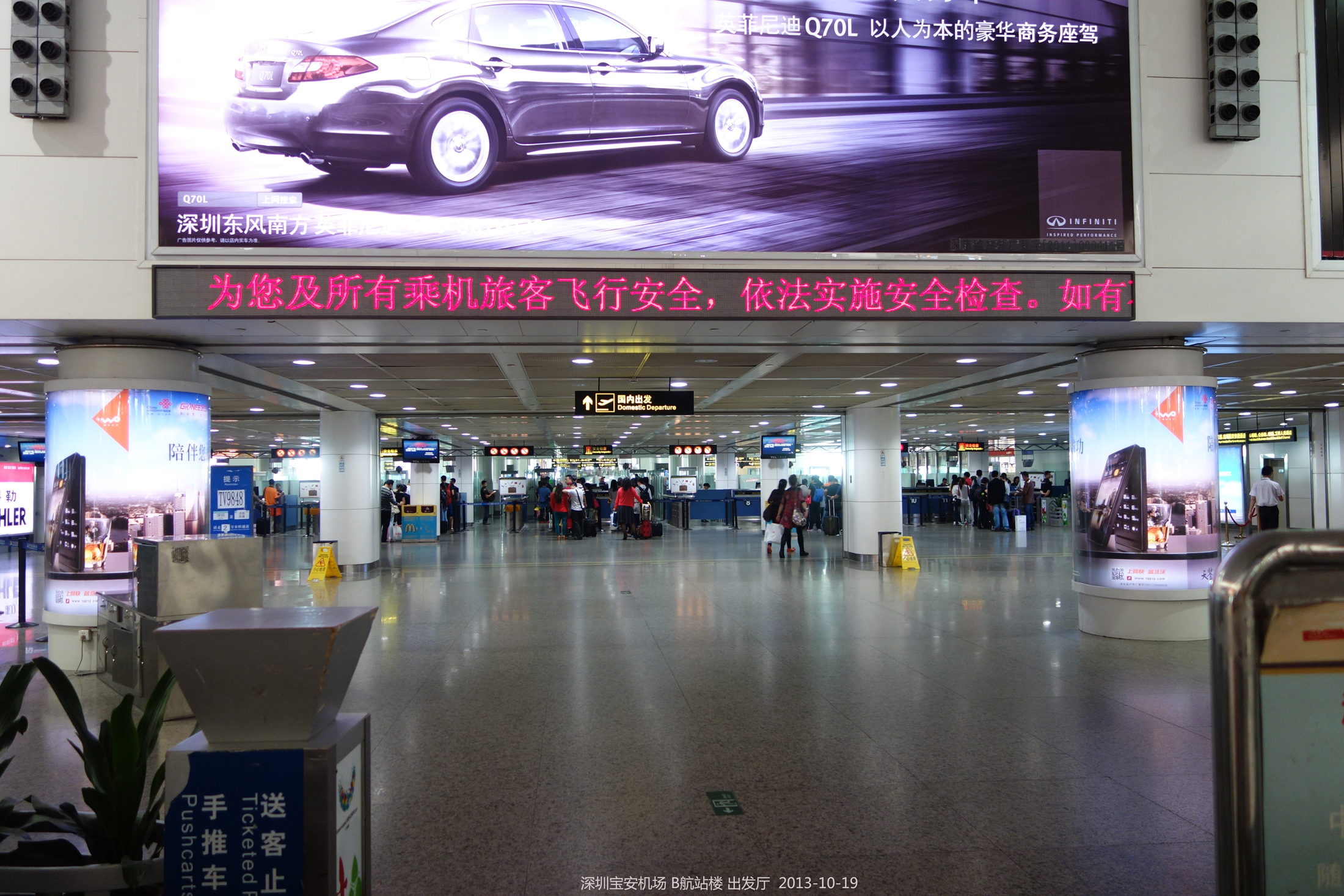
原B航站楼出发层安检口
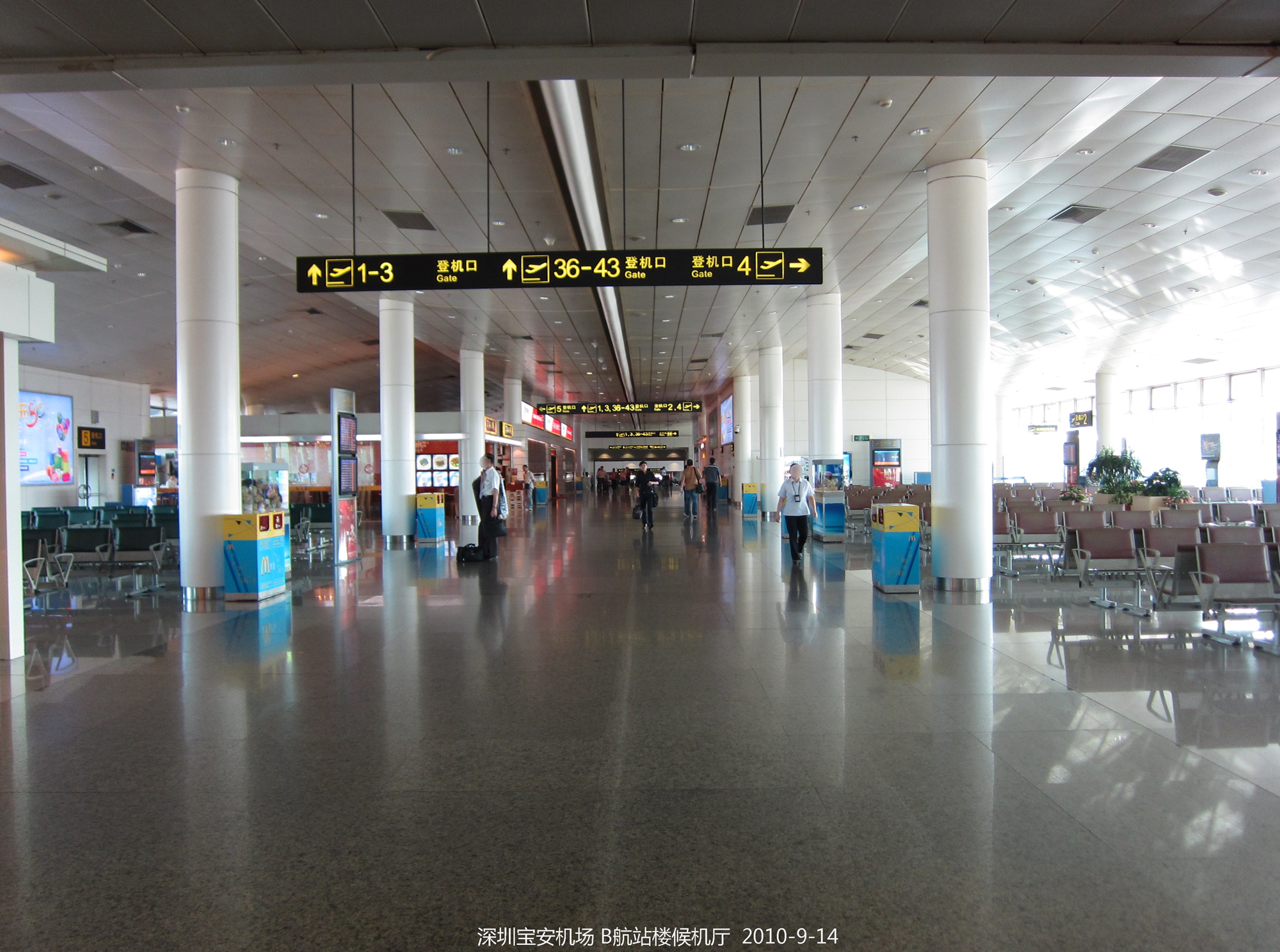
原B航站楼候机厅
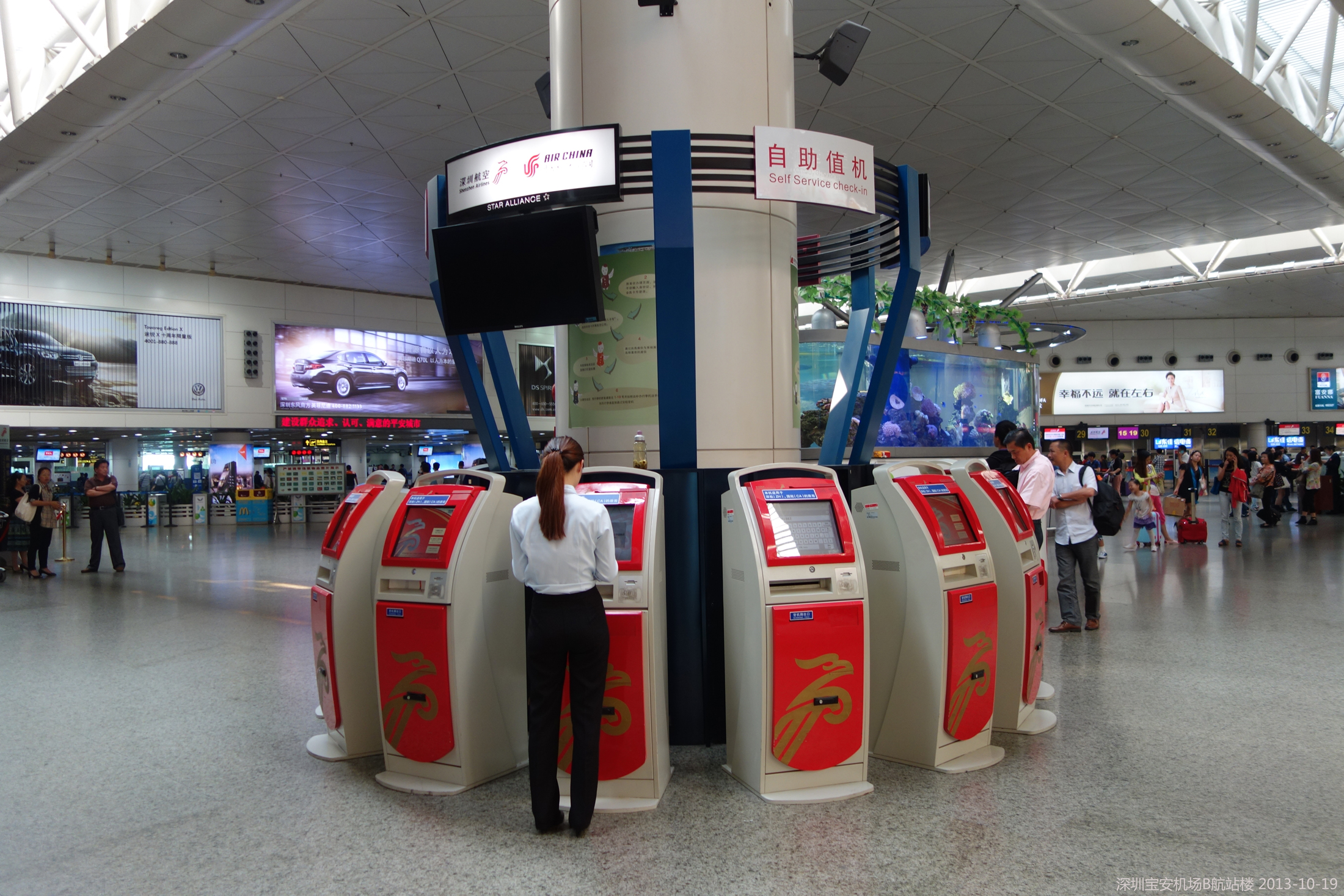
B航站楼出发厅

## 未來發展
深圳机场正在建设第三跑道，本期工程按满足2030年旅客吞吐量8000万人次、货邮吞吐量260万吨目标设计。飞行区等级指标4F。主要建设内容包括：
1. 机场工程。在西跑道西侧550米处新建长3600米、宽45米的第三跑道及滑行道系统，跑道主降方向设置Ⅲ类精密进近系统，次降方向设置I类精密进近系统，配套建设助航灯光、供电、供水、消防救援等设施。
2. 空管工程。建设3200平方米的塔台裙房、9500平方米的运行业务用房、800平方米的动力设备用房，改扩建航管、监视、导航、气象、通信等设施。

深圳机场正在建设新的T2航站区(原名T4航站区)，选址于现有的T3航站楼及卫星厅S1的北侧，预计占地面积365公顷，T2航站区总建筑面积超过40万m²，建成后将满足年旅客吞吐量3100万人次的使用需求。
深圳机场计划将东侧原有的A、B航站楼拆除，重新建设T1航站区，现已完成方案设计。T1航站楼预计占地面积约11.7万平方米，航站区、综合交通枢纽及附属建筑设计总用地面积约80万平方米。T1航站区集航空、高铁、城际、城市轨道、公交等多种交通方式于一体，以空铁联运为主要发展方向。建成后的T1航站区客流量将达到2000万人次/年以上（最新数据为：国内1200万人次/年、国际300万人次/年），交通枢纽铁路日发送旅客量将高达8万人次，按照6台14线规模在地下设立机场东高铁站（深圳机场东站）。
伴随T2、T1航站区的建设，现有的捷运系统将进行扩建，自卫星厅S1延申，经T2航站区，终至T1航站区，全长约4公里，现正进行可行性研究。

## 航点

### 客運

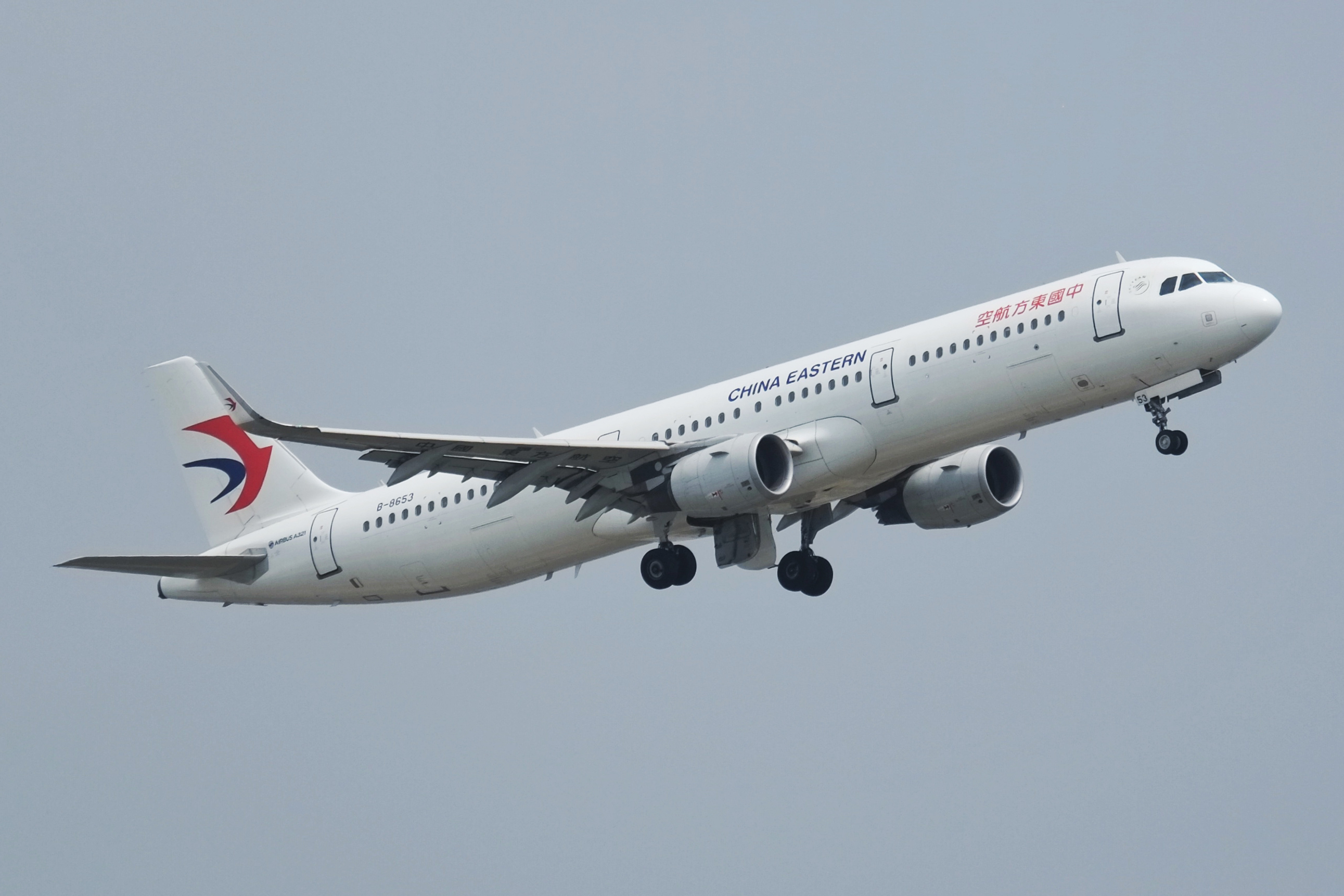
中国东方航空的空中客车A321-200型客机在深圳宝安国际机场起飞

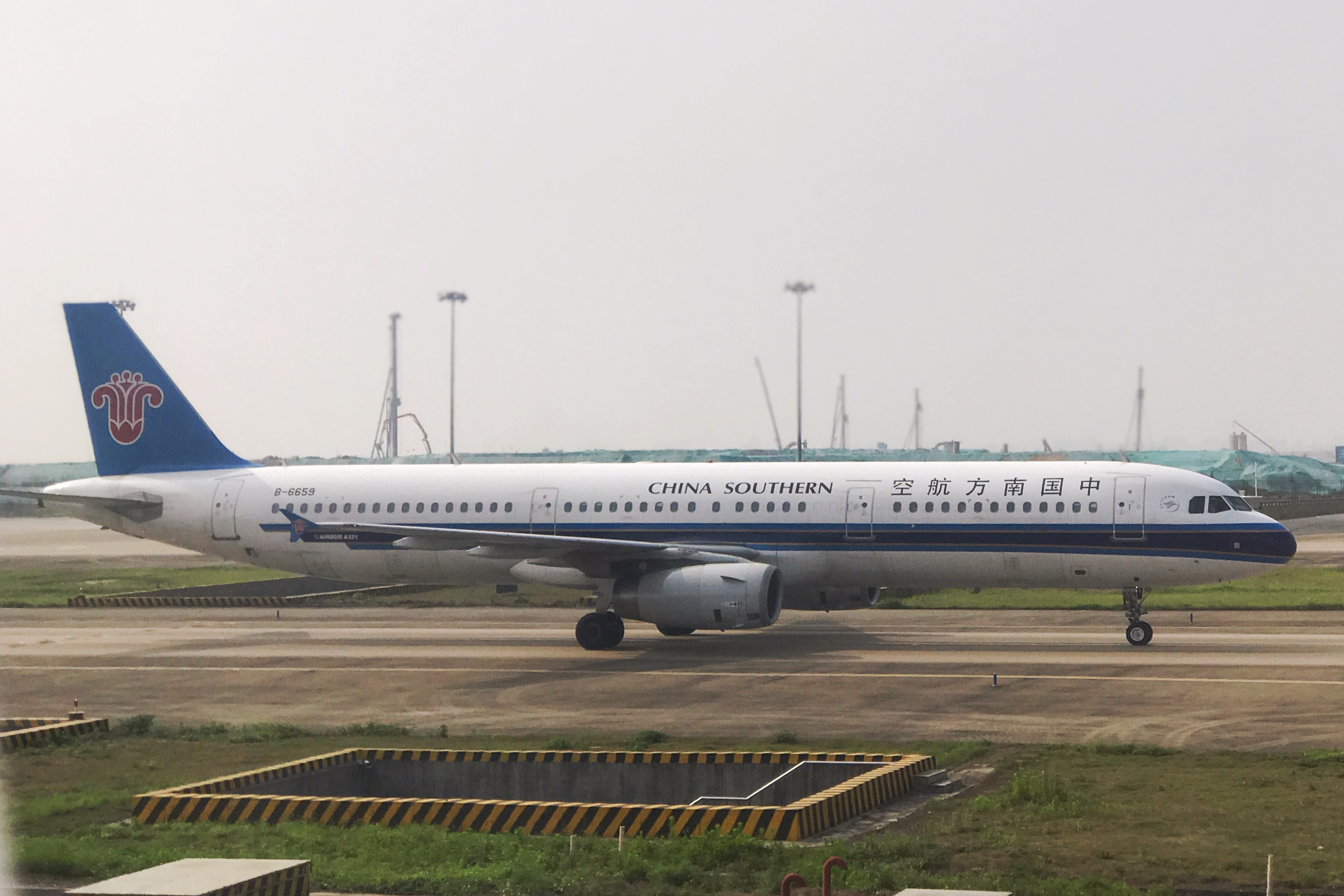
中国南方航空的空中客车A321-200型客機在深圳宝安国际机场滑行

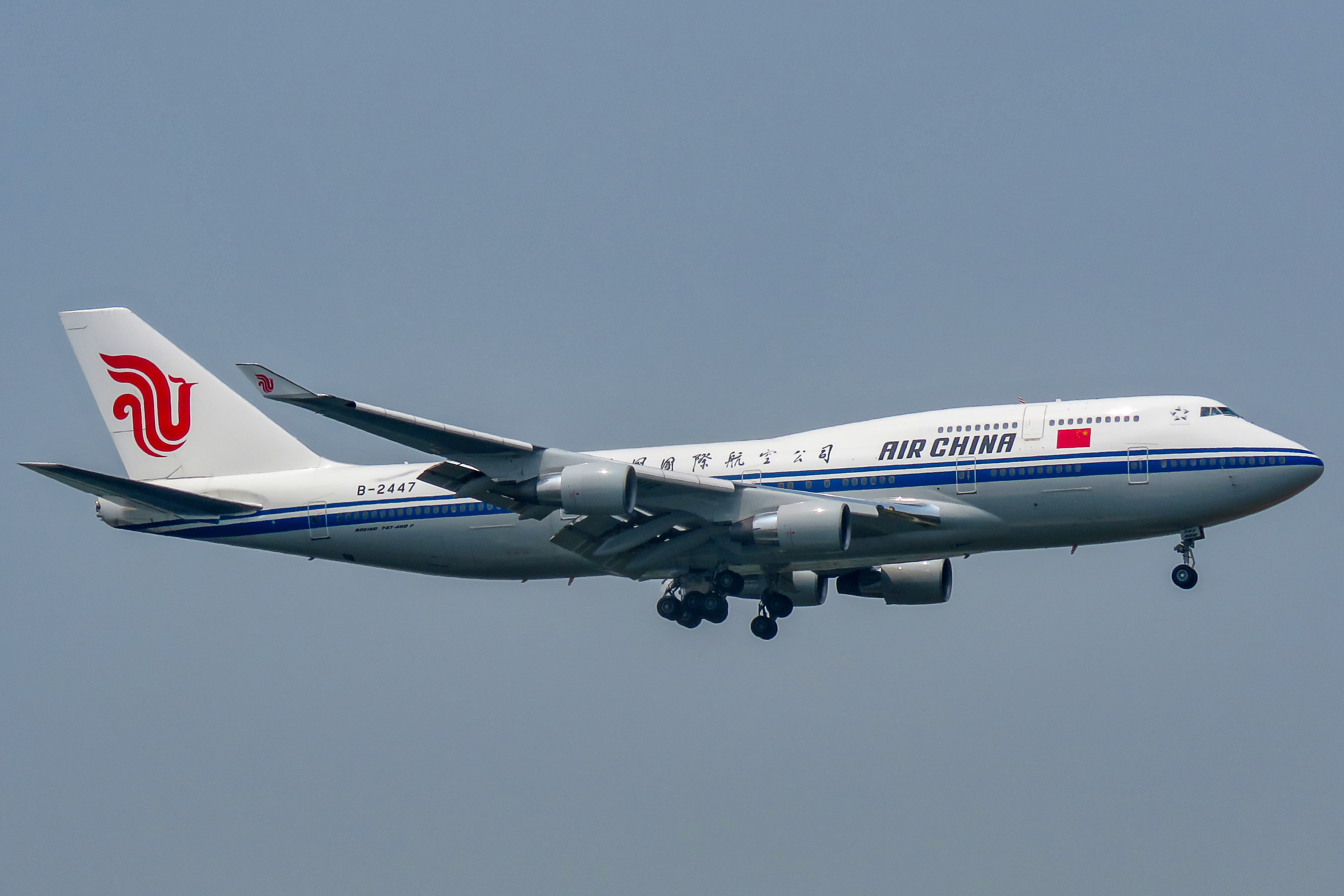
中国国际航空的波音747-400型客機正在降落於深圳寶安國際機場

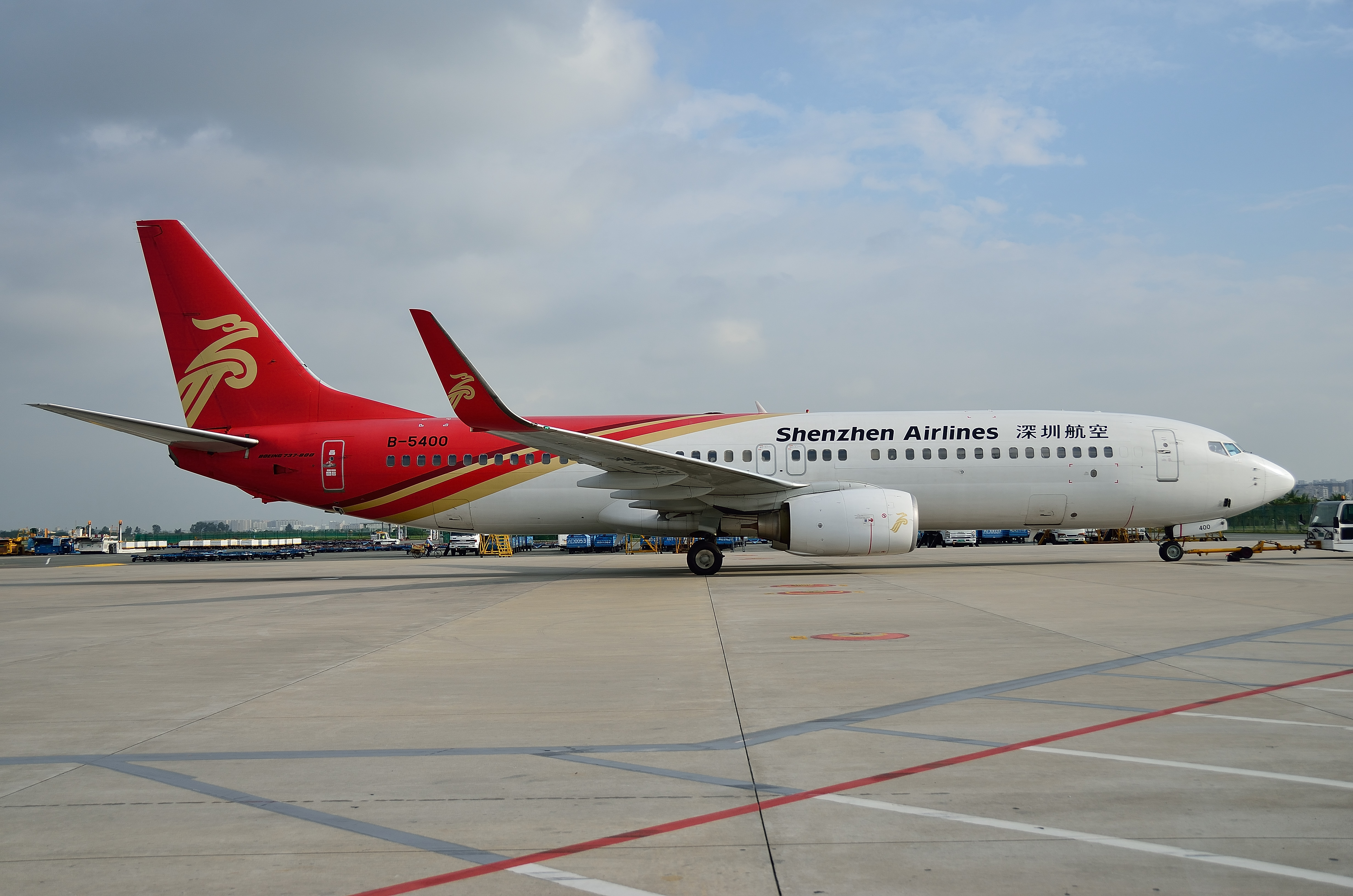
深圳航空的波音737-800型客機在深圳宝安国际机场

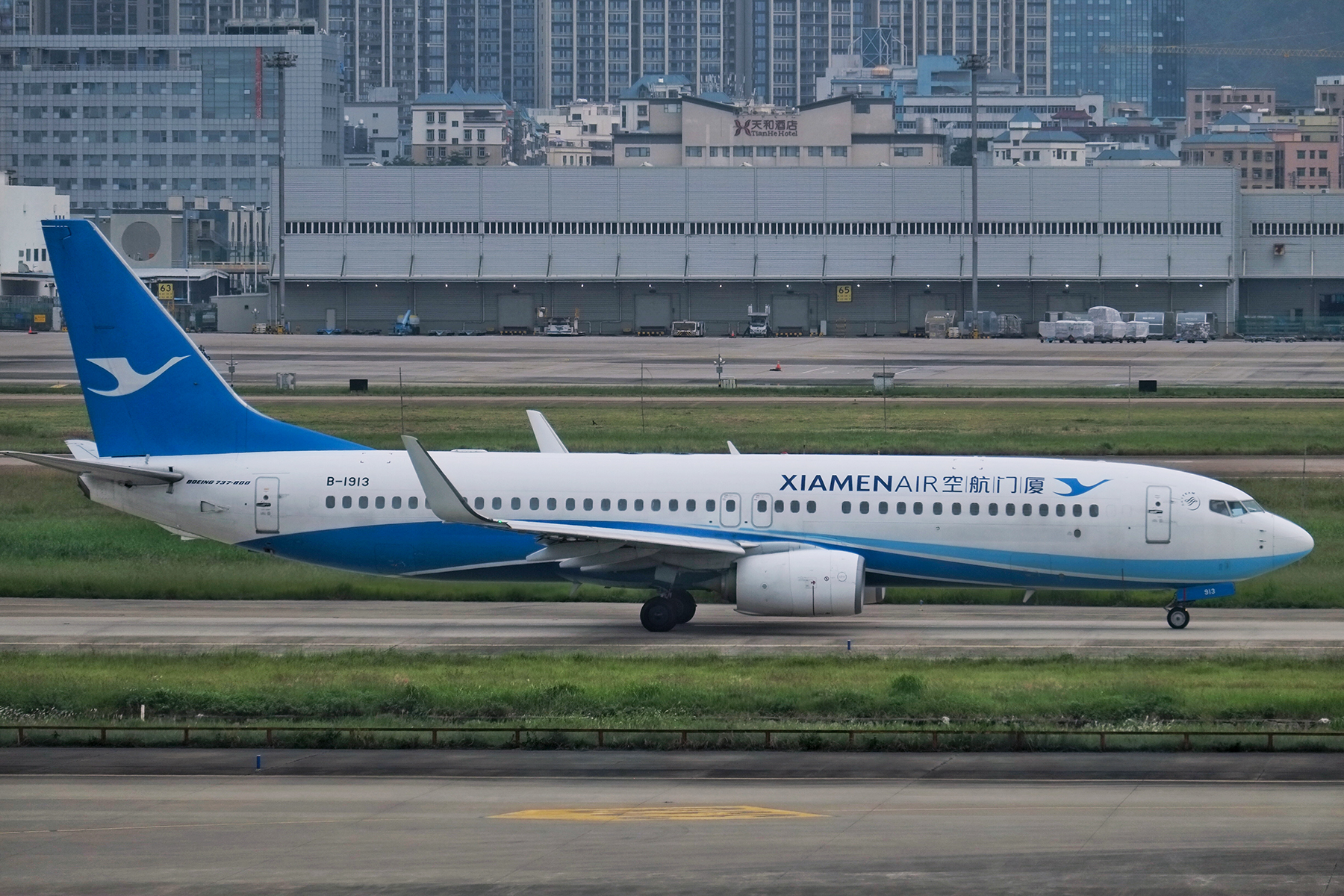
厦门航空的波音737-800型客機在深圳宝安国际机场滑行

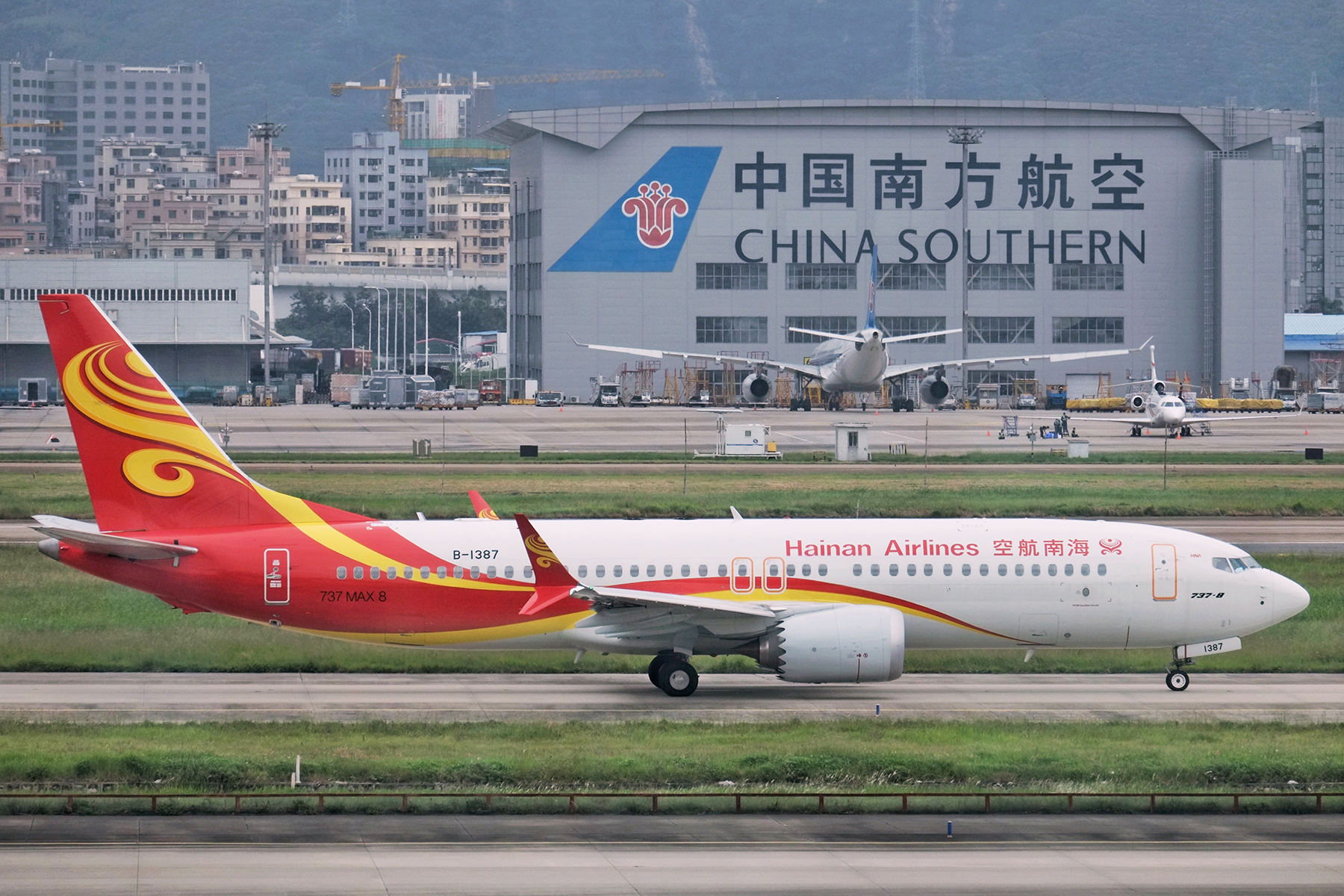
海南航空的波音737 MAX8型客機在深圳宝安国际机场滑行

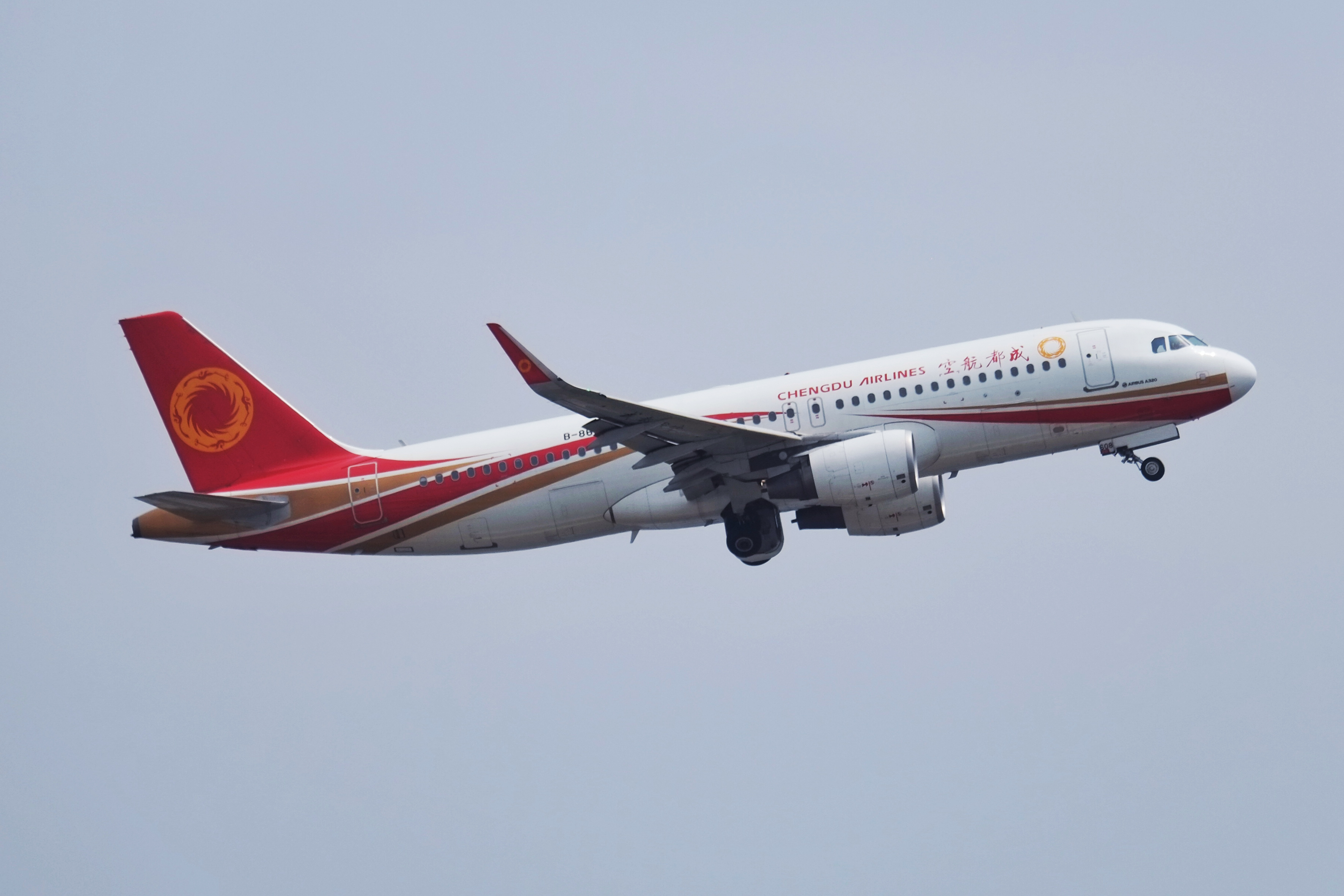
成都航空的空中客车A320-200型客机在深圳宝安国际机场起飞

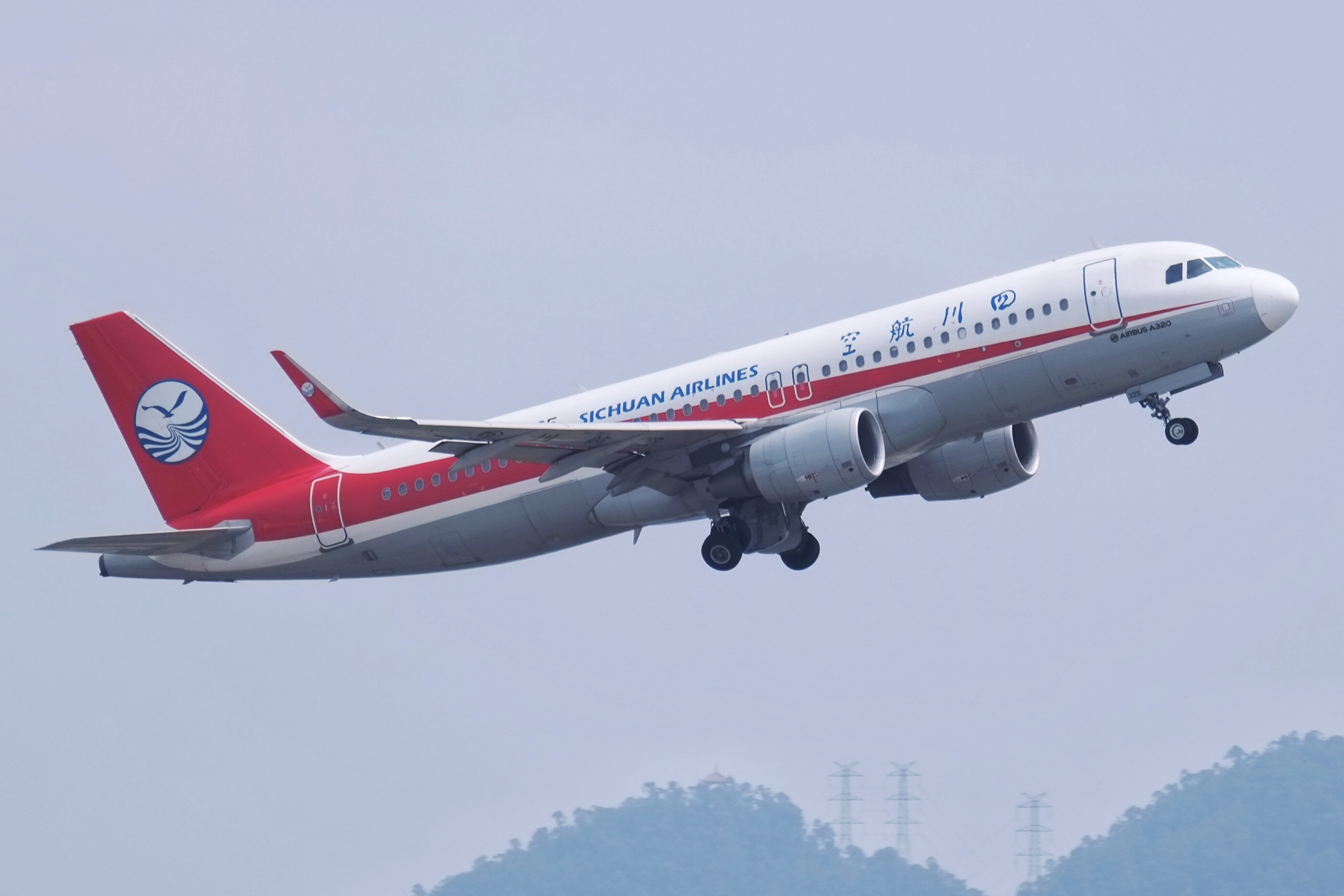
四川航空的空中客车A320-200型客机在深圳宝安国际机场起飞

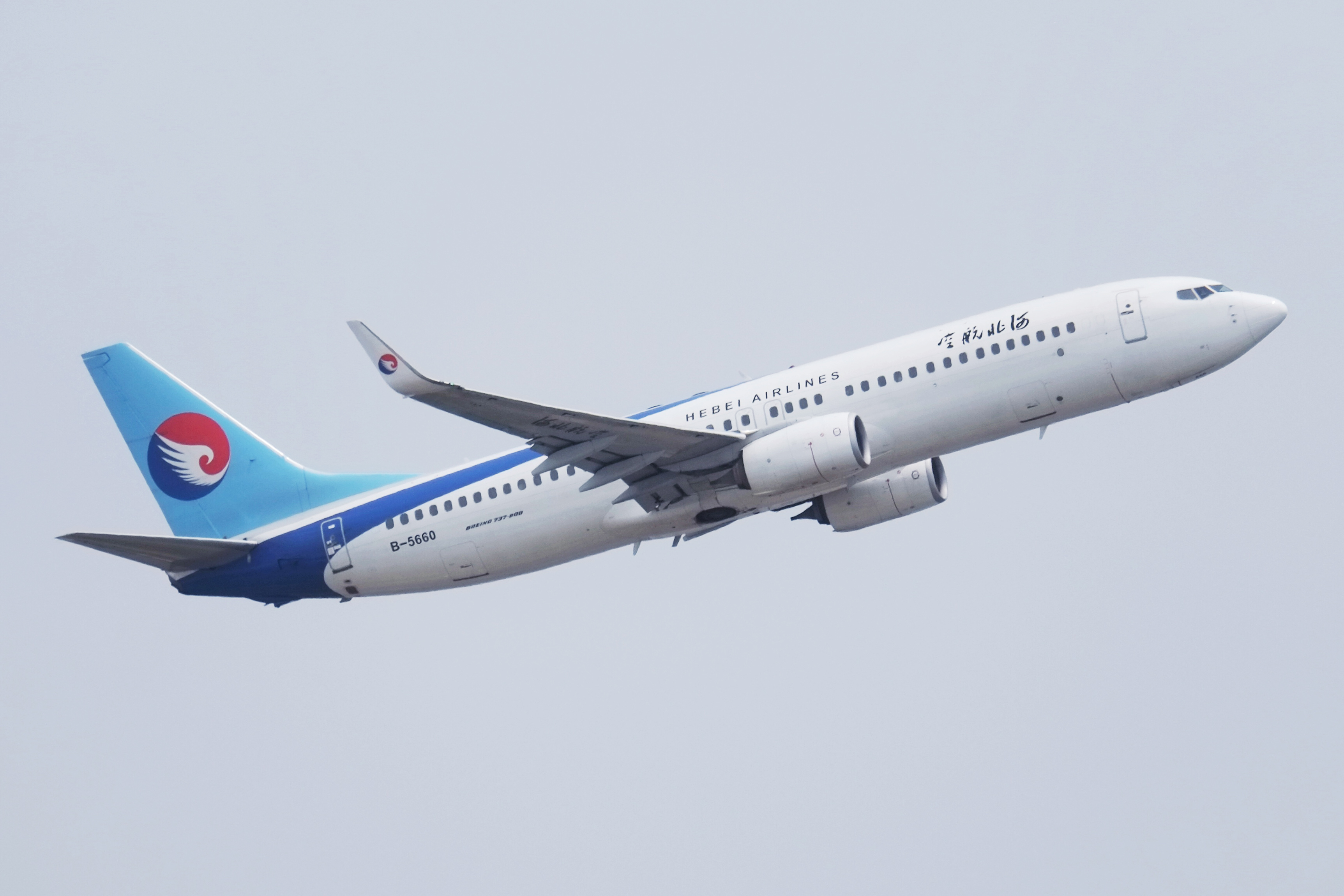
河北航空的波音737-800型客机在深圳宝安国际机场起飞

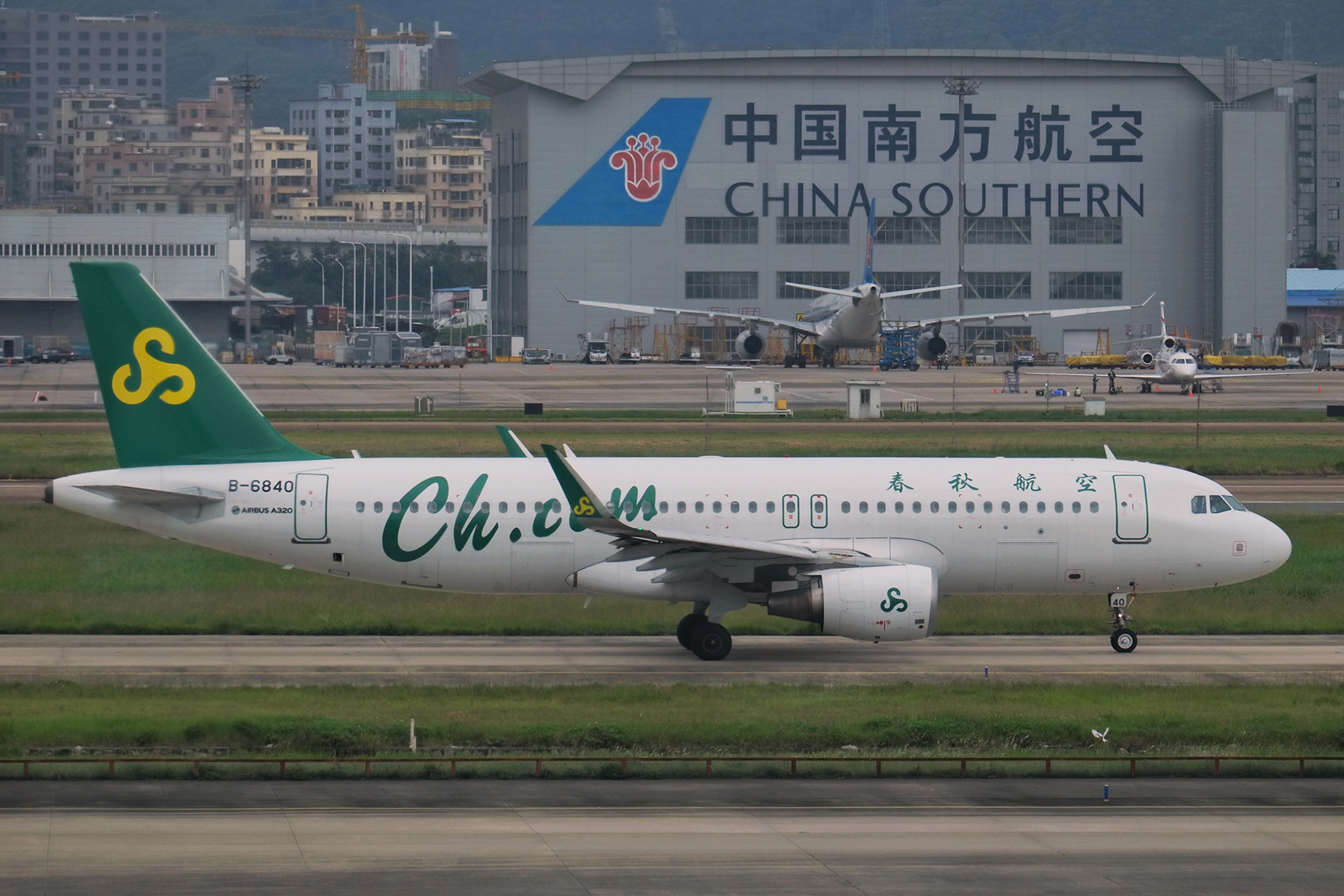
春秋航空的空中客车A320-200型客機在深圳宝安国际机场滑行

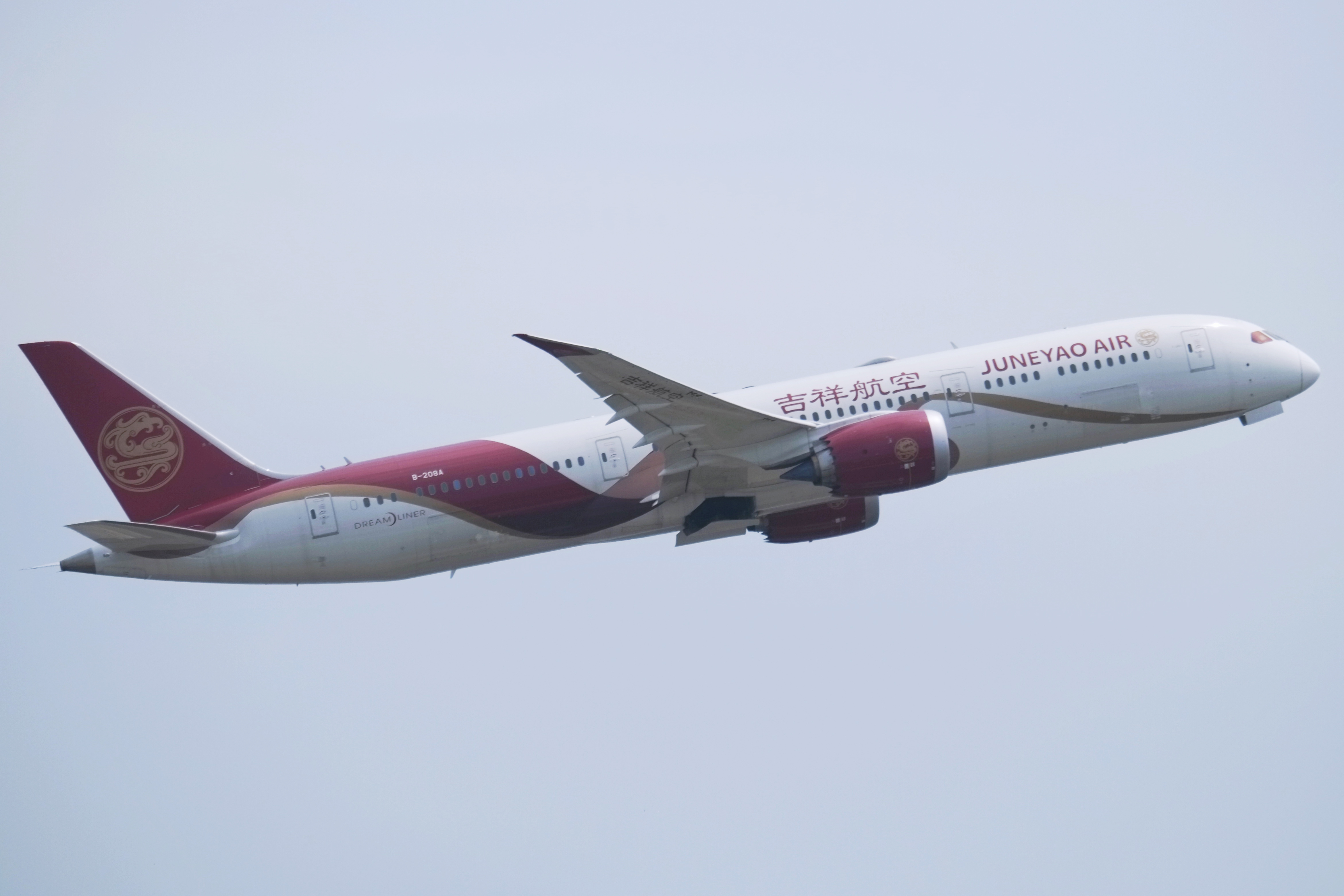
吉祥航空的波音787-9型客机在深圳宝安国际机场起飞

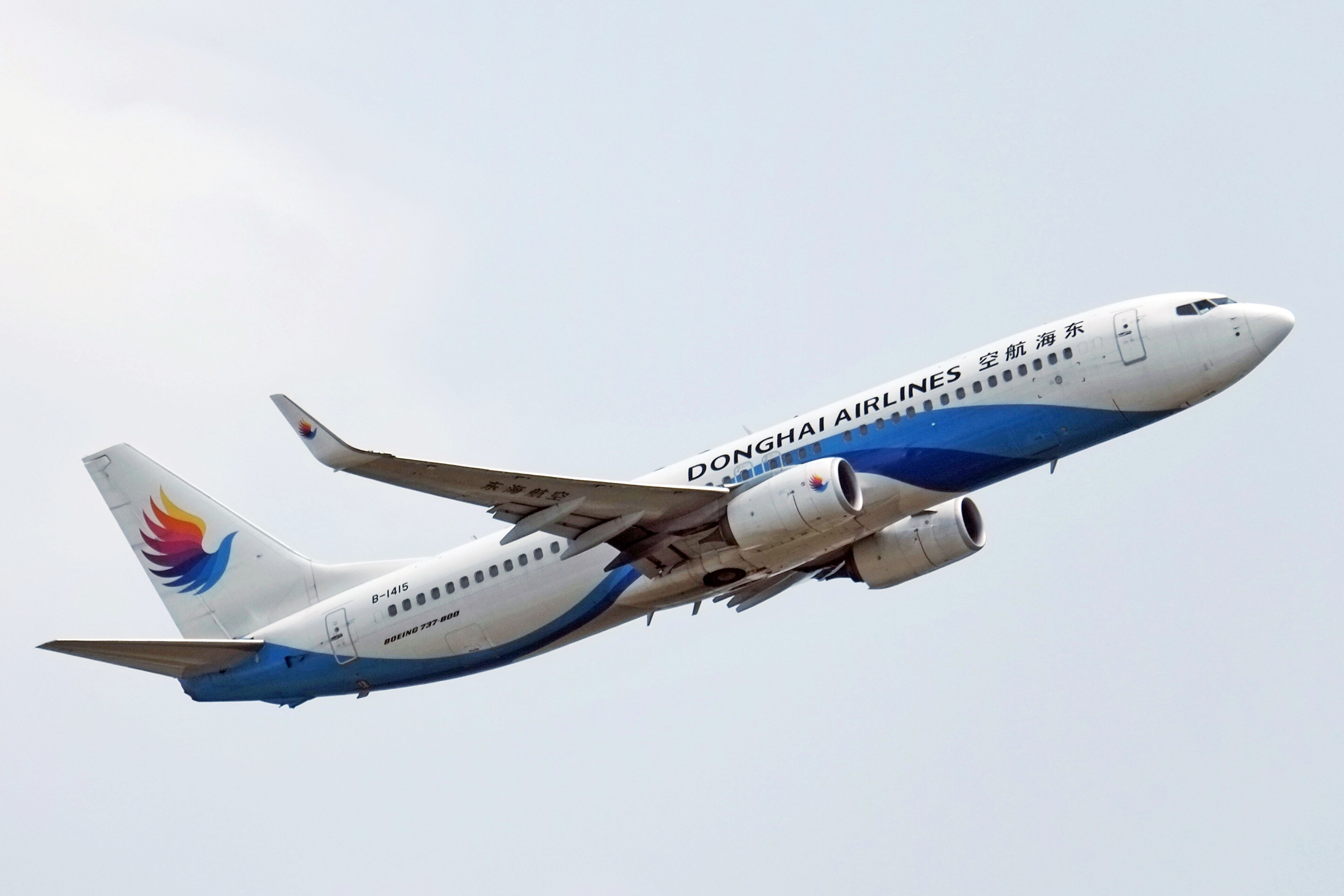
东海航空的波音737-800型客機在深圳宝安国际机场起飞

| 航空公司     | 目的地 |
| ------------ | --- |
| 中國南方航空 | 境内：阿勒泰（经停銀川）、北京/大興、畢節、長春、常德、長沙、常州、成都/天府、重慶、大連、大理、丹東、贛州、廣元、貴陽、海口、海拉爾、杭州、漢中、哈爾濱、合肥、呼和浩特、黃山、昆明、蘭州、連雲港、麗江、林芝、六盤水、陇南、洛陽、瀘州、绵阳、漠河、牡丹江、南昌、南充、南京、南寧、南陽、寧波、青島、秦皇島、齊齊哈爾、三亞、上海/虹橋、上海/浦東、沈阳、松原、太原、烏魯木齊、溫州、武漢、無錫、西安、延安、鹽城、煙台、義烏、銀川、張家界、鄭州、舟山、遵義新舟、鄂爾多斯（经停郑州） 港澳台：澳門（直升機包機）、臺北/桃园 亞洲：東京/成田、首尔/仁川、新加坡、曼谷/素万那普、清邁（2025年8月22日開辦）、河内、胡志明市、金邊、仰光（2025年8月21日開辦）、雅加达、峇里島、迪拜、利雅德 歐洲：莫斯科/謝列梅捷沃 大洋洲：悉尼 美洲：墨西哥城（回程經停蒂華納） |
| 深圳航空     | 境内：北京/首都、長春、常州、成都/天府、成都/雙流、池州、重慶、大連、大同、迪庆、海口、哈爾濱、合肥、呼和浩特、濟南、景德鎮、克拉玛依、昆明、蘭州、麗江、臨沂、綿陽、南昌、南京、南寧、南通、攀枝花、青島、衢州、三亞、上海/虹橋、上海/浦東、沈阳、石家莊、太原、台州、騰衝、天津、烏魯木齊、萬州、溫州、武漢、無錫、西安、襄陽、西寧、揚州泰州、煙台、伊春、宜賓、宜昌、宜春、銀川、運城、湛江、昭通、鄭州、遵義/茅台、哈爾濱（经停南通） 港澳台：臺北/桃园 亞洲：東京/成田、大阪/關西、札幌/新千歲、名古屋（2025年8月18日停辦）、首尔/仁川、济州、金邊、曼谷/素万那普、普吉岛、吉隆坡、檳城、新加坡、河内、胡志明市、馬尼拉、多哈 歐洲：伦敦/希思路、巴塞罗那 大洋洲：墨爾本（2025年12月22日復辦）                                                               |
| 海南航空     | 境内：北京/首都、成都/天府、重慶、大連、貴陽、海口、杭州、哈爾濱、呼和浩特、佳木斯、濟南、喀什、昆明、蘭州、南昌、南京、寧波、青島、三亞、上海/浦東、沈阳、太原、天津、銅仁、烏魯木齊、濰坊、溫州、廈門、西安、西寧、徐州、鄭州、西双版纳（經停南宁）、玉林 亞洲：大阪/關西、特拉维夫 歐州：巴黎/戴高乐、羅馬/菲烏米奇諾、米兰/马尔彭萨、布鲁塞尔、維也納、布達佩斯、馬德里 大洋洲：奥克兰 美洲：温哥华 非洲：開羅 |
| 中國國際航空 | 境内：北京/首都、北京/大興、成都/天府、成都/雙流、重慶、大慶、達州、貴陽、杭州、上海浦東、天津、武漢 歐美：法蘭克福、洛杉磯 非洲：約翰內斯堡 |
| 中國東方航空 | 境內：北京/大興、成都/天府、常州、井岡山、錦州、昆明、蘭州、德宏芒市、南昌、南京、寧波、上海/虹橋、上海/浦東、太原、武漢、無錫蘇州、西安、煙台、榆林 亞洲：曼谷/蘇凡納布 |
| 春秋航空     | 境內：長春、重慶、哈爾濱、淮安、蘭州、南昌、上海/虹橋、沈阳、石家莊、天津、西安、鹽城、張家口、鄭州、遵義新舟 亞洲：大阪/關西 |
| 東海航空     | 安順、包頭、長春、成都/天府、重慶、東營、海拉爾、邯鄲、杭州、哈爾濱、懷化、蘭州、丽水、連雲港、南昌、南京、慶陽、十堰、天津、烏蘭浩特、無錫、興義、銀川、義烏、鄭州、宜昌、合肥、昆明、三亚、南通（经停南昌） |
| 廈門航空     | 北京/大興、長春、重慶、福州、杭州、哈爾濱、上海/虹橋、沈阳、天津、廈門 |
| 金鵬航空     | 贵阳、宁波、乌鲁木齐、兰州、郑州、呼和浩特、海拉尔、合肥、杭州、濟南、赤峰 |
| 長龍航空     | 恩施、杭州、哈爾濱、太原、烏蘭察布、徐州、遵義/新舟、西宁、南京（經武夷山） |
| 吉祥航空     | 北海-麗江、三明、上海/虹橋、上海/浦東、宜昌、銀川 |
| 西藏航空     | 成都/雙流、重慶、達州、綿陽、昌都、林芝、拉萨（季節性） |
| 四川航空     | 成都/雙流、重慶、西安、西昌-林芝 |
| 成都航空     | 成都/雙流、遵義新舟、成都/雙流（經停北海/兴义） |
| 奧凱航空     | 百色、海口、南寧、天津、西安 |
| 西部航空     | 重慶、濟南、南京、鄭州、阿克苏 |
| 山東航空     | 濟南、青島、煙台、威海、上饒 |
| 中國聯合航空 | 北京/大兴、阜陽、日照、石家莊 |
| 大連航空     | 大連、合肥 |
| 烏魯木齊航空 | 烏魯木齊-于闐 |
| 上海航空     | 上海/虹橋 |
| 昆明航空     | 昆明、西双版纳 |
| 天津航空     | 天津 |
| 祥鵬航空     | 昆明 |
| 重慶航空     | 重慶 |
| 河北航空     | 石家莊 |
| 空中快線     | 澳門（直升机服务） |
| 中华航空     | 臺北/桃园、高雄 |
| 立榮航空     | 臺北/桃园 |
| 大韩航空     | 首尔/仁川 |
| 韩亞航空     | 首尔/仁川 |
| 全日本空輸   | 東京/羽田 |
| 新加坡航空   | 新加坡 |
| 亚洲航空     | 吉隆坡、亞庇、檳城 |
| 泰国亚洲航空 | 曼谷/廊曼 |
| 泰国狮子航空 | 曼谷/廊曼 |
| 狮子航空     | 巴厘岛 |
| 馬漢航空     | 德黑蘭 |
| 阿聯酋航空   | 杜拜 |

### 货运

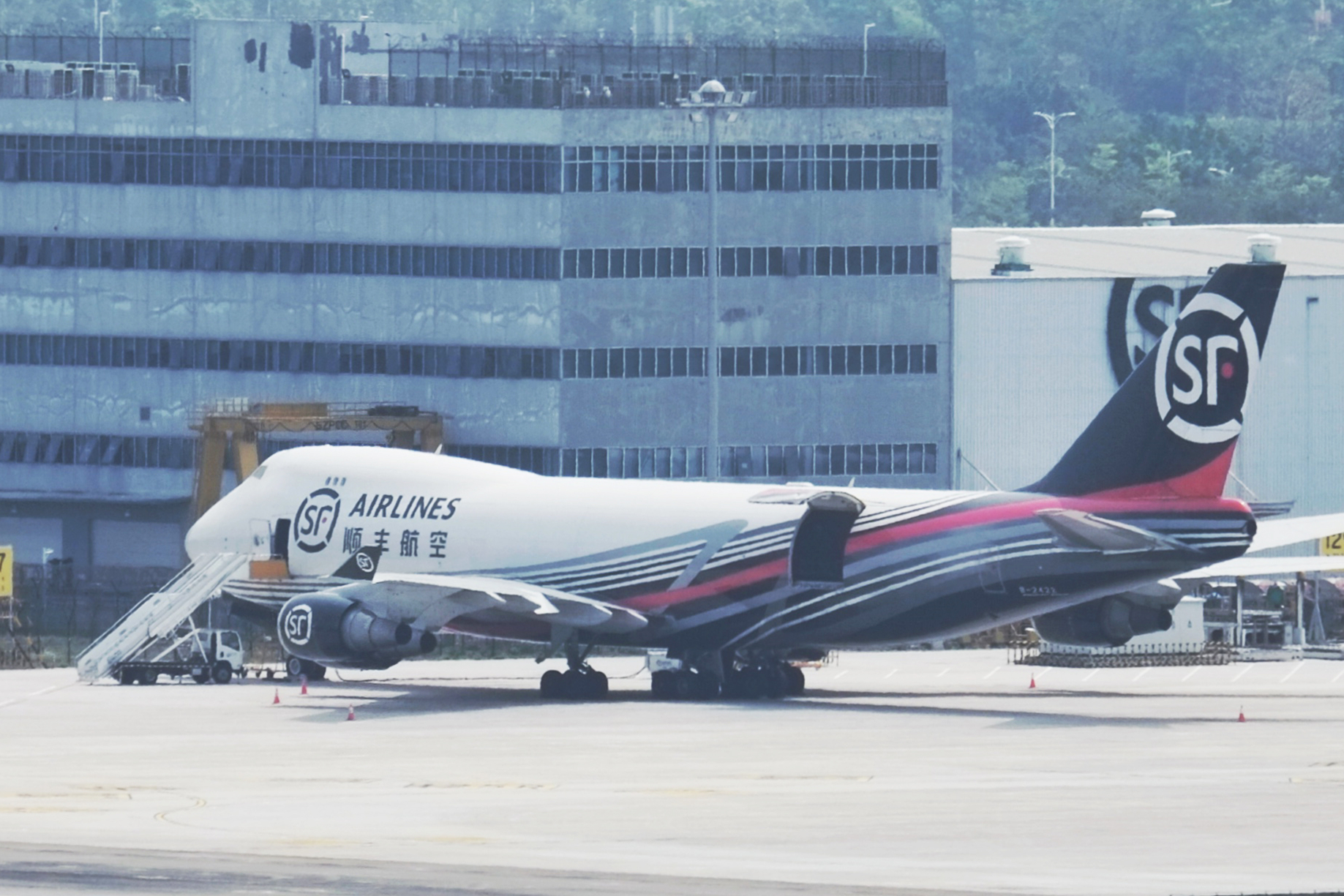
顺丰航空的波音747-400ERF型货机停泊在深圳宝安国际机场

| 航空公司           | 目的地 |
| ------------------ | --- |
| 顺丰航空           | 国内线：香港、北京、上海-浦东、无锡、合肥、南宁、温州、武汉、杭州、成都、宁波、泉州、潍坊、南通、沈阳、郑州、南昌、重庆 亚洲：金奈、新德里、新加坡、台北-桃园、金边、河內、曼谷-素万那普、大阪-關西、巴淡 美洲：安克雷奇、洛杉磯 |
| 中原龙浩航空       | 国内线：郑州、 无锡、天津 亚洲：曼谷-素万那普、馬尼拉、達卡 |
| 中州航空           | 国内线：郑州、合肥、武汉、北京-大兴、福州、长沙 亚洲：河內、曼谷-素万那普、胡志明市、馬尼拉 |
| 中国南方航空货运   | 欧洲：法兰克福 美洲：芝加哥、安克雷奇 |
| 中国货运航空       | 欧洲：阿姆斯特丹 美洲：洛杉磯 |
| 金鵬航空           | 北京、杭州、上海-浦东 |
| 中国邮政航空       | 北京、南京 |
| 长龙国际货运航空   | 杭州、无锡 |
| 圆通航空           | 杭州、成都、无锡、西安、常州 |
| 中华航空货运       | 台北-桃园 |
| 长荣货运航空       | 台北-桃园 |
| 卡塔爾航空貨運     | 多哈、伦敦-希思罗 |
| 美印航空           | 新加坡、胡志明市 |
| 捷运航空           | 吉隆坡、沙巴 |
| 航星航空           | 新西伯利亞、莫斯科-多莫杰多沃 |
| 阿特兰航空         | 莫斯科-多莫杰多沃、乌兰乌德 |
| 土耳其航空         | 欧洲：伊斯坦布尔-阿塔蒂图克 亚洲：阿拉木图、纳沃伊 |
| 卢森堡国际货运航空 | 欧洲：卢森堡 亚洲：曼谷-素万那普 |
| 埃塞俄比亞航空貨運 | 非洲：亞的斯亞貝巴 亚洲：迪拜 |
| 逻辑航空           | 欧洲：莱比锡 亚洲：東京-成田、德里 |
| 西部环球航空       | 美洲：芝加哥 亚洲：首尔-仁川 |
| 联邦快递航空       | 亚洲：大阪-關西、首尔-仁川 美洲：孟菲斯、安克雷奇 大洋洲：悉尼 |
| 亞特拉斯航空       | 亚洲：首尔-仁川、東京-成田 美洲：安克雷奇、紐約-甘迺迪、辛辛那提 |
| 卡利塔航空         | 美洲：安克雷奇、辛辛那提 亚洲：首尔-仁川 |
| 博立货运航空       | 欧洲：莱比锡 大洋洲：墨尔本 亚洲：首尔-仁川、東京-成田、名古屋-中部 美洲：安克雷奇、辛辛那提 |
| 联合包裹服务航空   | 欧洲：科隆 大洋洲：悉尼 美洲：安克雷奇、路易斯维尔、檀香山 亚洲：首尔-仁川、大阪-關西、東京-成田、新加坡、吉隆坡、克拉克、胡志明市、德里、孟买、迪拜、沙迦、曼谷-素万那普                                                        |

## 统计
2003年12月10日，深圳机场年旅客吞吐量首次突破1000万人次。
2007年，深圳机场年旅客吞吐量突破2000万人次。
2013年12月5日，深圳机场年旅客吞吐量突破3000万人次。
2016年，深圳机场实现年度旅客吞吐量4197.14万人次，同比增长了5.7%，年旅客量首次突破4000万人次大关，仅用3年时间就再次完成客流千万级跨越（从3000万人次达到4000万人次）。
请参阅源Wikidata查询.

## 交通

### 公路
- 京港澳高速
- 沈海高速
- 深岑高速[43]
- 广深沿江高速
- 107国道(广深公路)
- 550省道（规划中）

### 出租车
深圳市蓝色车身电动出租车可以驶入深圳宝安国际机场地面交通中心13号门外的士站上落乘客。

### 市内公交

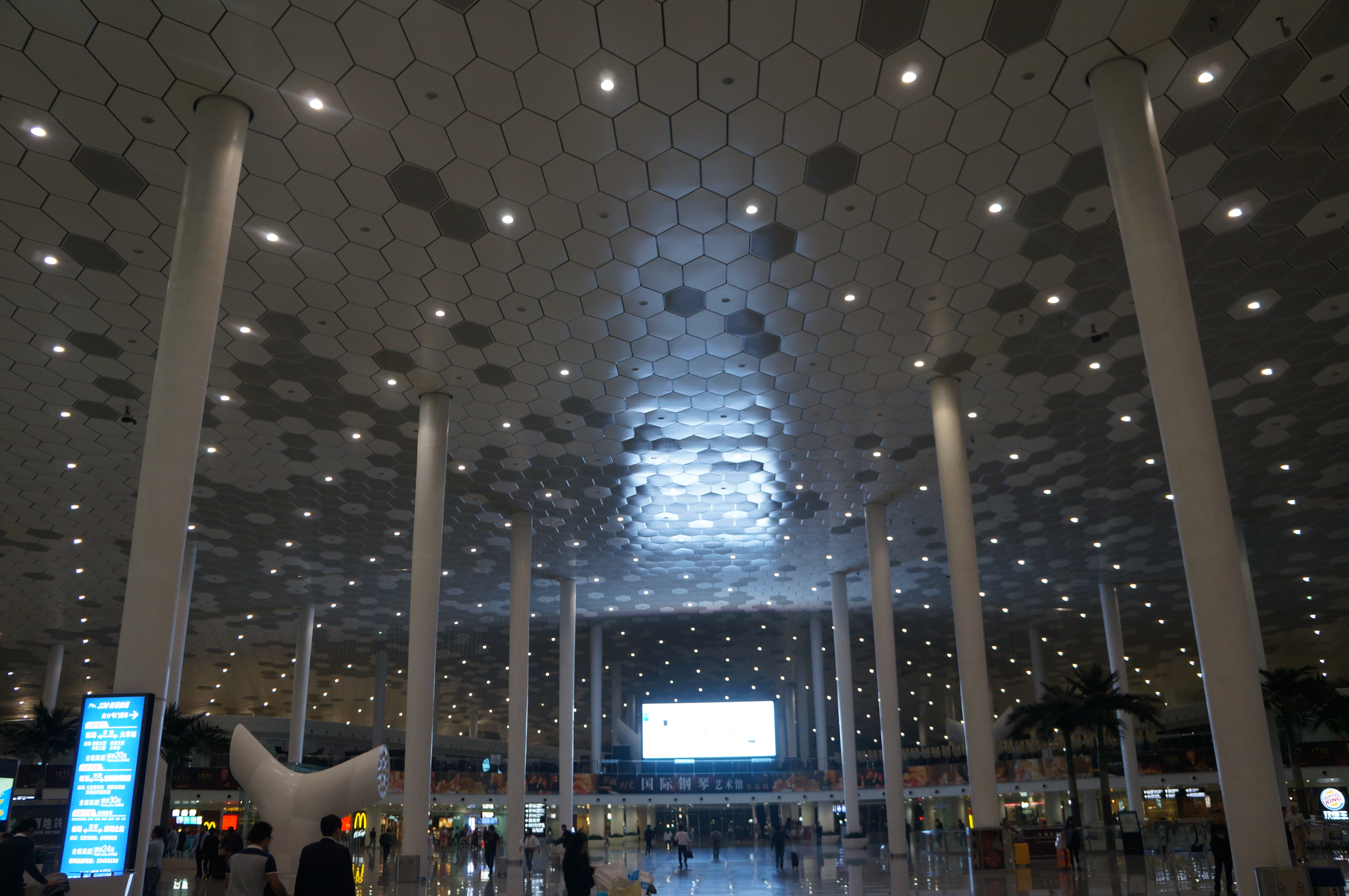
深圳机场地面交通中心大堂

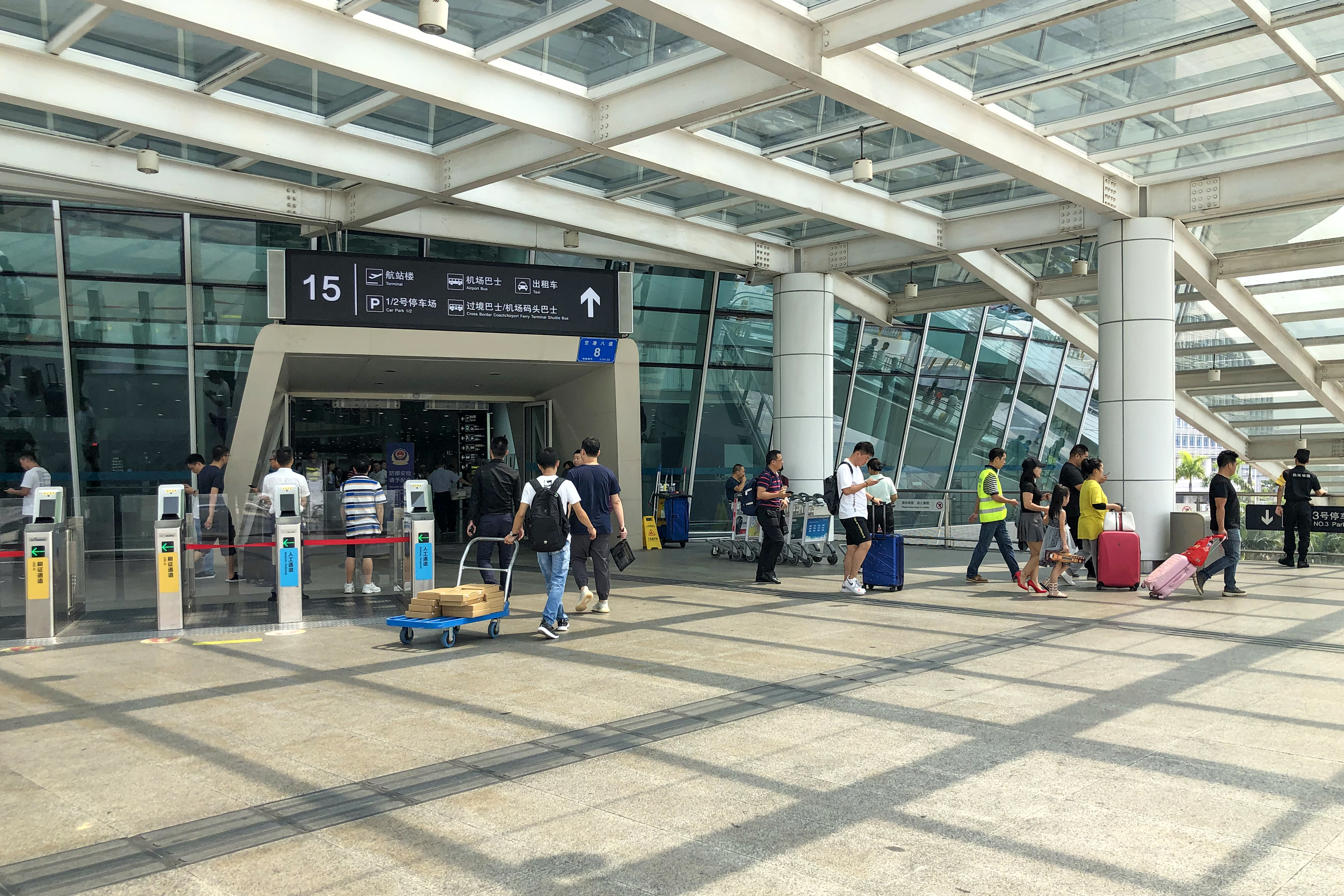
第15号入口的深圳机场地面交通中心大堂

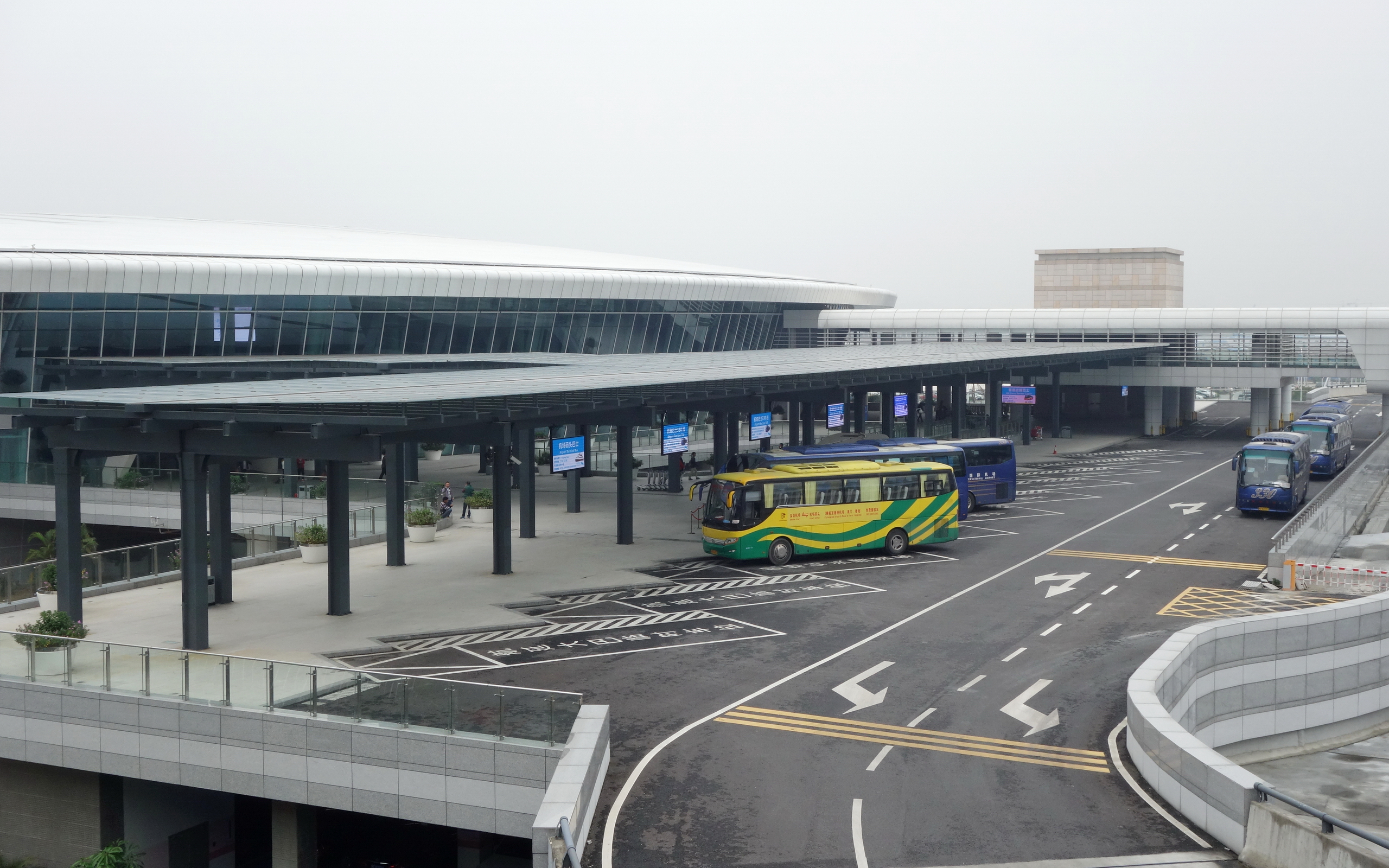
深圳机场新航站楼前地面交通中心西侧机场巴士车站

| 编号         | 编号                  | 线路                   | 线路                   | 线路               | 收费  | 运营商   | 备注                              |
| ------------ | --------------------- | ---------------------- | ---------------------- | ------------------ | ----- | -------- | --------------------------------- |
|              | NA1机场福田罗湖线夜班 | 机场地面交通中心西平台 | →                      | 黄贝岭地铁站       | 25元  | 巴士三分 | 部分时段为定时班车                |
| 机场新航站楼 | NA1机场福田罗湖线夜班 | ←                      | 科学馆地铁公交接驳站   |                    | 25元  | 巴士三分 | 部分时段为定时班车                |
|              | NA2机场龙华线夜班     | 北站西广场应急停车场   | →                      | 机场新航站楼       | 25元  | 巴士三分 | 定时班车；原 A2                   |
| ←            | NA2机场龙华线夜班     | 北站西广场应急停车场   | 机场地面交通中心西平台 |                    | 25元  | 巴士三分 | 定时班车；原 A2                   |
|              | A3机场南山线          | 深圳湾口岸A停车场      | →                      | 机场新航站楼       | 20元  | 巴士三分 | 定时班车                          |
| ←            | A3机场南山线          | 深圳湾口岸A停车场      | 机场地面交通中心西平台 |                    | 20元  | 巴士三分 | 定时班车                          |
|              | A4机场龙岗线          | 龙岗城市候机楼         | →                      | 机场新航站楼       | 35元  | 巴士三分 | 深宵时段为定时班车；原 330B       |
| ←            | A4机场龙岗线          | 龙岗城市候机楼         | 机场地面交通中心西平台 |                    | 35元  | 巴士三分 | 深宵时段为定时班车；原 330B       |
|              | A5机场坪山线          | 燕子湖国际会展中心     | →                      | 机场新航站楼       | 40元  | 巴士三分 | 早晨及深宵时段为定时班车；原 330D |
| ←            | A5机场坪山线          | 燕子湖国际会展中心     | 机场地面交通中心西平台 |                    | 40元  | 巴士三分 | 早晨及深宵时段为定时班车；原 330D |
|              | A6机场光明线夜班      | 机场地面交通中心西平台 | ⇆                      | 光明城市候机楼     | 20元  | 巴士三分 |                                   |
|              | A7                    | 宝安机场场站           | ⇆                      | 沙湾公交场站       | 10元  | 西部四分 | 原 E32                            |
|              | M387                  | 宝安机场场站           | ⇆                      | 果林村场站         | 2.5元 | 西部二分 | 原 机场5                          |
|              | M527                  | 机场地面交通中心西平台 | →                      | 海上世界公交接驳站 | 3元   | 巴士三分 | 原 机场10                         |
| 机场新航站楼 | M527                  | ←                      |                        | 海上世界公交接驳站 | 3元   | 巴士三分 | 原 机场10                         |
|              | M590                  | 机场地面交通中心西平台 | →                      | 机场码头           | 2元   | 巴士三分 |                                   |
| 机场新航站楼 | M590                  | ←                      |                        | 机场码头           | 2元   | 巴士三分 |                                   |

| 编号 | 编号 | 线路           | 线路 | 线路 | 收费 | 运营商   | 备注 |
| ---- | ---- | -------------- | ---- | ---- | ---- | -------- | ---- |
|      | M591 | 企岗山花园场站 | ↺    | GTC  | 2元  | 巴士三分 |      |
|      | M592 | 平安居场站     | ↺    | GTC  | 2元  | 巴士三分 |      |

| 编号         | 编号                  | 线路                   | 线路                   | 线路           | 收费 | 运营商   | 备注                              |
| ------------ | --------------------- | ---------------------- | ---------------------- | -------------- | ---- | -------- | --------------------------------- |
|              | NA1机场福田罗湖线夜班 | 机场地面交通中心西平台 | →                      | 黄贝岭地铁站   | 25元 | 巴士三分 | 部分时段为定时班车                |
| 机场新航站楼 | NA1机场福田罗湖线夜班 | ←                      | 科学馆地铁公交接驳站   |                | 25元 | 巴士三分 | 部分时段为定时班车                |
|              | NA2机场龙华线夜班     | 北站西广场应急停车场   | →                      | 机场新航站楼   | 25元 | 巴士三分 | 定时班车；原 A2                   |
| ←            | NA2机场龙华线夜班     | 北站西广场应急停车场   | 机场地面交通中心西平台 |                | 25元 | 巴士三分 | 定时班车；原 A2                   |
|              | A3机场南山线          | 深圳湾口岸A停车场      | →                      | 机场新航站楼   | 20元 | 巴士三分 | 定时班车                          |
| ←            | A3机场南山线          | 深圳湾口岸A停车场      | 机场地面交通中心西平台 |                | 20元 | 巴士三分 | 定时班车                          |
|              | A4机场龙岗线          | 龙岗城市候机楼         | →                      | 机场新航站楼   | 35元 | 巴士三分 | 深宵时段为定时班车；原 330B       |
| ←            | A4机场龙岗线          | 龙岗城市候机楼         | 机场地面交通中心西平台 |                | 35元 | 巴士三分 | 深宵时段为定时班车；原 330B       |
|              | A5机场坪山线          | 燕子湖国际会展中心     | →                      | 机场新航站楼   | 40元 | 巴士三分 | 早晨及深宵时段为定时班车；原 330D |
| ←            | A5机场坪山线          | 燕子湖国际会展中心     | 机场地面交通中心西平台 |                | 40元 | 巴士三分 | 早晨及深宵时段为定时班车；原 330D |
|              | A6机场光明线夜班      | 机场地面交通中心西平台 | ⇆                      | 光明城市候机楼 | 20元 | 巴士三分 |                                   |
|              | M590                  | 机场地面交通中心西平台 | →                      | 机场码头       | 2元  | 巴士三分 |                                   |
| 机场新航站楼 | M590                  | ←                      |                        | 机场码头       | 2元  | 巴士三分 |                                   |

### 长途巴士
- 香港：宝安机场－深圳湾口岸－九龍市區／香港市區／香港國際機場／香港迪士尼樂園（冠忠環島深圳機場香港專線）[44]
- 江门：宝安机场一深圳机场江门航空港
- 珠海：宝安机场－香洲－拱北口岸
- 中山：宝安机场－中山城市候机楼
- 广州：宝安机场－黄埔－东圃汽车站
- 惠阳：宝安机场－惠阳汽车总站
- 惠州：宝安机场－惠州城市候机楼－惠州汽车总站
- 惠东：宝安机场－龙华汽车站－惠阳城市候机楼－惠东汽车总站
- 东莞：宝安机场－南城车站城市候机楼－虎门城市候机楼，宝安机场－东莞客运东站－石龙汽车站，宝安机场－塘厦汽车站－清溪汽车站，宝安机场－常平汽车站－大朗汽车站

### 地鐵

机场接驳巴士M416（已停运）

- 深圳地铁1号线於2011年6月15日开通至机场东站[45]。但机场转场后，机场东站未能直接接驳到新航站楼，因此乘坐地铁前往机场的乘客需在地铁1号线后瑞站下车，经过D出口出站后，转乘M592路公交车前往新航站楼的地面交通中心（GTC），由后瑞地铁站前往机场新航站楼地面交通中心（GTC）的车程为15分钟。
- 深圳地铁11号线在宝安国际机场T3航站樓設有機場站，於2016年6月28日开通。規劃中的T2（原T4）航站樓將設機場北站并可以与深圳地铁20号线换乘，機場北站已先行建設及啟用，但機場北站現階段與深圳機場沒有任何連接。

### 國鐵
- 深湛铁路（深江段建設中）的深圳机场东站。
- 穗深城际铁路在宝安国际机场设有深圳机场站和深圳機場北站。并且于2019年12月15日正式启用。不过现阶段因为位于深圳机场北站的深圳机场T2（原T4）航站楼还在规划中，所以通过该线路要前往宝安国际机场，需要在深圳机场站下车，而不是在深圳机场北站下车。

### 水上
- 深圳机场码头 - 香港中港城码头
- 深圳机场码头 - 澳門（外港碼頭/氹仔码头）
- 深圳机场码头 - 珠海九洲港
- 深圳机场码头 ↺ 前海湾（观光航线）

## 投资者关系
深圳市机场股份有限公司是由深圳市机场（集团）有限公司（前身为深圳机场（集团）公司）独家发起，经深圳市政府批准以社会募集方式设立的股份有限公司。经中国证券监督管理委员会批准，公司以发起人净资产投入折为国有法人股20,000万股，并向社会公开发行人民币普通股10,000万股，发行后公司总股本为30,000万股（其中内部职工股425万股、社会公众股9,575万股），1998年4月20日，公司股票在深圳证券交易所挂牌交易（股票代码：000089）。1998年10月21日公司内部职工股425万股在深圳证券交易所上市，其中董事、监事及高级管理人员所持10.5万股冻结。
1999年中期，经股东大会审议通过，公司实施资本公积金转增股本方案，即以1999年6月30日公司总股本30,000万股为基数，每10股转增5股，共增加股本15,000万股，其中社会公众股获转增股本5,000万股于1999年9月3日上市流通。转增后公司的总股本和实收股本均为45,000万元。
2000年年度内，经财政部和中国证券监督管理委员会批准，本公司向国有法人股股东和社会公众配售（A股）4,989万股，其中发起人股份增加1,989万股，社会公众持有的已上市流通股股份增加3,000万股，于2000年9月26日上市流通。配股完成后，公司总股本变为49,989万股，其中国有法人股为31,989万股，社会公众A股为18,000万股。
2002年中期，经股东大会审议通过, 公司实施资本公积金转增股本方案，即以2002年6月30日公司总股本49,989万股为基数,以资本公积按每10股转增6股，共增加股本29,993.40万股,其中社会公众股获转增股本10,800万股于9月3日上市流通。转增后的股本和实收资本均为79,982.40万元。
2005年12月，公司股权分置改革方案经2005年第二次临时股东大会暨相关股东大会审议通过并实施，公司原唯一非流通股股东深圳市机场（集团）有限公司向流通股股东做出对价安排，每10股流通股获送2.6股。改革完成后，公司总股本为79,982.40万股，均为流通股，其中机场集团持有43,694.40万股，为限售流通股，占总股份的54.63%。
2006年6月，公司根据2005年年度股东大会决议实施2005年度利润分配及资本公积金转增股本方案，以2005年年末总股本79,982.40万股为基数，以资本公积金按每10股转增8股向全体股东转增股本，转增股本共63,985.92万股，实施转增后公司总股本增加至143,968.32万股。
根据公司2007年第一次临时股东大会决议，公司向大股东深圳市机场（集团）有限公司发行股份购买相关资产，2008年1月29日公司在中国证券登记结算有限责任公司深圳分公司完成了此次非公开发行股票的股权登记手续；2008年2月22日，本次非公开发行的25,056万股股份上市，为有限售条件股份，公司总股本变更为169,024.32万股。
公司于2011年7月15日公开发行了人民币200,000万元的可转换公司债券，并于2011年8月10日起在深圳证券交易所挂牌交易。根据有关规定和《公司公开发行可转换公司债券募集说明书》约定，公司“深机转债”于2012年1月16日进入转股期。2015年4月21日，公司第六届董事会第三次临时会议审议通过了《关于赎回“深机转债”的议案》，行使“深机转债”赎回权，按照债券面值的103%（含当期利息）的价格赎回全部未转股的“深机转债”。转股后，公司总股本变更为2,050,769,509股。

## 事件

### 人身事故
- 1997年5月8日，中國南方航空3456號班機在降落機場時，因惡劣天氣和飛行員操作不當而墜毀，造成机上35人死亡，39人受傷。其中9名机组成员2人死亡6人轻伤，另有1人重伤。
- 2015年3月1日，一辆奔驰轿车在深圳宝安机场3号航站楼离港平台失控撞向护栏，导致在行车道上观机人群中有9人死亡（2人在桥上死亡，3人掉落桥下死亡，4人抢救无效死亡），而驾驶轿车的24岁女性司机也在救人时掉桥死亡，另有23人受伤[47]。事发高架桥是深圳机场为数不多的民间賞機景點之一。[48][49]

### 其他事件
- 2011年2月24日晚，中國國際航空1894號班機（CA1894）準備从深圳飞往上海，由于两名乘客对座位不满意，乘务员劝说无果后，最后导致全体乘客下飞机，重新安检，以致航班取消。这段发生在机舱和机场跑道上的不愉快经历，已在网上形成了“我有白金卡”事件，一夜间“我有白金卡”成为网络热词。[50]
- 2020年8月18日21时30分许，因乘坐的航班受台风影响取消，徐某（男，44岁，深圳人）酒后前往深圳宝安国际机场南方航空公司售票柜台，大声喧哗，辱骂工作人员，拽扯柜台盆栽。执勤人员接报后上前劝导，徐某不听从，推搡执勤人员，并掏出现金扔向执勤人员，边砸边骂“钱，给你钱”、“你就是个穷人”、“你见过钱吗？”等语句，随后被民警带至派出所展开调查。经警方调查取证，徐某因扰乱公共场所秩序被依法处以行政拘留5日的处罚。[51][52][53]
- 2023年3月26日凌晨，由于深圳出现暴雨天气，深圳宝安国际机场有航班因天气原因取消。机场内有旅客在公众场合突然跪下，希望航班能够起飞，更有旅客情绪激动大喊“我们要见领导”“赔偿”等。[54]
- 2023年10月23日晚，深圳宝安机场周边出现一不明升空物，导致部分航班运行短暂受限[55]。